# 白朗寧大威力半自動手槍
白朗寧大威力半自動手槍是一款由美国著名枪械發明家约翰·勃朗宁作基礎上的設計、迪厄多内·塞弗和比利时埃斯塔勒的國營工廠改進及完成以及FN生產的單動操作式半自動手槍，發射當時歐洲威力最強大的9×19毫米口徑手枪子彈。勃朗宁是在1926年開始設計，設計完成的數年前逝世。

## 历史起源
白朗寧大威力半自動手槍是应法國軍隊对新型軍用手槍的要求（大容量（法語：Grand Rendement），或稱為大威力）而設計的。法軍的要求是，武器尺寸必須緊湊，供弹具至少能够裝填10發子彈，一個彈匣分離裝置（即配用可拆卸式彈匣），具有外置式擊錘，具有裝在枪身表面的手動保險，火力強大且分解和重新組裝簡單，能夠擊殺50米內的任何目标。其最後的標準要求是子彈口徑為9毫米或更大，彈頭质量約8克，而槍口初速為350米／秒，總重量控制在1千克内。
比利時埃斯塔勒国营工厂委託約翰·勃朗寧設計一支符合上述规格的新型軍用手槍。但由於勃朗宁已經把他設計成功的M1911美國軍用半自動手槍的槍械專利賣給了柯爾特公司，因此勃朗宁被迫繞過M1911的專利重新設計一把全新的手槍。
1922年，勃朗宁在美國犹他州奧格登研製出兩種採用不同原理的原型槍，而這把手槍亦在1923年6月28日向美國方面申請專利，並且在1927年2月22日正式授出。其中一種方案採用簡單的反沖作用原理，另一种方案則采用了後膛閉鎖及槍管短後坐原理。這兩把原型槍都使用了新設計的雙排左右交錯排列式彈匣（由設計師迪厄多内·塞弗所設計），从而在不過度增加握把尺寸或使彈匣突出太長的前提下，将彈匣容量增加至10發以上。
在經過比較後，埃斯塔勒国营工厂認為採用後膛閉鎖及槍管短後坐原理的方案更為適合，於是選擇了第二种原型槍方案并进行進一步研製和測試。改進型在原槍的基礎上縮短了長度，並增加了外置式擊錘、擊針、手動保險和彈匣保險，簡化了分解步驟，並且由16發雙排彈匣供彈。比利時國營赫斯塔爾公司在1925年把該設計的原型槍提供給法國陸軍凡爾賽評審委員會，在進行了多次試驗后又增加了改进。
1928年，柯爾特公司原有的M1911手槍的相關專利均已期滿，塞弗於是把許多柯爾特曾经拥有的專利與白朗寧大威力半自動手槍加以整合，从而推出了塞弗—勃朗寧M1928原型槍。這個型號的分解步驟與M1911手槍相似，使用了M1911手槍的可拆卸式槍管襯套。
到了1931年，白朗寧大威力半自動手槍的設計基本定型，采用縮短的13發可拆卸式雙排彈匣，弧形握把背部并将可拆卸式槍管襯套與套筒合二为一。1934年，白朗寧大威力半自動手槍的完成設計並準備投產。比利時軍隊最先在1935年採用白朗寧大威力半自動手槍並将其正式命名為勃朗宁P-35。不久之後，比利時警察也開始裝備該手槍。随后其他一些國家也開始裝備該手槍。
然而，法國軍隊最終卻決定不採用該手槍，反而改為採用設計概念相似但是不論口徑和彈匣容量都更小的Mle.1935手槍。
大威力手槍曾被50多個國家的武裝部隊所使用。
這把手槍名称中的「大威力」（Hi-Power）是指該槍的13+1发子弹容量幾乎是同時代設計手槍（例如魯格手槍或毛瑟M1910半自動手槍）的兩倍。此外，雖然9×19毫米魯格手槍子彈的威力不如.45 ACP，但在不流行.45 ACP的歐洲國家之中，這也算得上是大威力手槍子彈了。大威力手槍通常被簡稱為「HP」（“Hi-Power”或“High-Power”的簡稱）或是「GP」（法国人所給的名稱：的簡稱）。由于這把手槍最初於1935年推出，因此經常又被簡稱為「勃朗宁HP-35」、「GP-35」、「P-35」或是「1935型」。它在比利時和愛爾蘭服役時，有時又被稱為BAP（英語：Browning Automatic Pistol，意為：勃朗宁自動手槍）。當年大威力手槍還有一個外号「九之王」（英語：King of Nine）。該系列在推出後不断进行改進，因此產生了許多型號，但即使是在比利時，整個手槍系列仍然經常被統稱為「大威力」。

## 設計特點
白朗寧大威力半自動手槍自從推出以來，經歷了埃斯塔勒国营工厂的不斷改進。
白朗寧大威力半自動手槍最初具有兩款型號：一種是裝有固定式瞄準具的“普通型”，另一種是具有可調節式切線式表尺的“照門可調型”，後者還配有開槽式握把用以將木製槍托裝在握把凹槽裡。白朗寧大威力半自動手槍的商業版本仍然可以使用可調節照門，但是槍托連接槽已經在二戰期間被取消了，槍托式槍套也在同時停止生產。
1962年，設計又被修改：用外置式抽殼鈎取代內置式抽殼鈎，以提高其可靠性。現在生產的白朗寧大威力半自動手槍有更多瞄準具種類選擇，如三點式夜间瞄準具。
標準型大威力手槍使用的是單動操作式設計，而且裝有手動保險。與現代的雙動操作半自動手槍不同的是，大威力手槍的扳機與擊錘並沒有聯動關係，因此不能實現扣扳機待擊。如果一把雙動操作手槍已經上膛，使用者只需簡單地扣動扳機即可击发。
與此相反的是，單動操作式手槍在上膛后第一次击发前必須先将击锤拉下。如果在上膛以後攜行，则必須關上保險。因此，在M1911手槍和大威力手槍上使用這種攜帶模式時，通常都會將擊錘待擊並且關上保險（這種攜行模式在美國通常被稱為待擊及上鎖，而在英國則被称为「準備就緒」，有時也被稱為condition one）。
與許多其他勃朗宁手槍設計一樣，白朗寧大威力半自動手槍採用了槍管短行程後座作用操作原理和槍管擺動式閉鎖機構，槍管和套筒最初會受到後座力而後移，直到槍管膛室下方的一個凸耳裝置解鎖，使槍管與套筒分離。與勃朗宁設計的早期型柯爾特M1911手槍不同的是，槍管並非是在鉸鏈的牽引下完成垂直擺動閉鎖和開鎖，而是由穿過槍管以下的机匣和在膛室下方的底把開閉鎖凸耳的插槽的硬化套筒連接栓軸來實現。
為了避免雙排彈匣導致握把過大，其握把的虎口彎位被很巧妙地設計成向內凹進，正好符合人手握槍時虎口向前凸出的形狀。
白朗寧大威力半自動手槍主要有兩個缺陷：
一、標準型的扳機扣力很重，这對於一把單動操作手槍而言尤其致命。這一源自于白朗寧大威力半自動手槍的彈匣保險——最初根據法國陸軍在1935年的要求而增加。標準型大威力手槍的彈匣保險連接到扳機，並且由彈匣表面將柱塞向上壓頂釋放，使扳機連桿重新與阻鐵槓桿頭部聯接上。這個彈匣上的柱塞動作增加了其扳機扣力上的張力，以及具有這個功能而增加了的阻力的所需力度。
這一問題的解決方法通常是完全移除該彈匣保險（這會導致手槍的保修失效），或是在保險柱塞和彈匣之間的表面都进行拋光處理，售後市場的扳機簧也可以降低張力，從而解決扳機扣力問題。
二、击锤在压下时有可能会夹住使用者的虎口。许多勃朗宁大威力手枪的使用者以尺寸较小的击锤取代原来的击锤，或是通过学习正确的持枪姿势以避免受伤。虽然这种常见的投诉与柯尔特“政府型”自动手枪的商业型号的直齿圆柱型击锤相类似，它的军用型号所具有的、更像是柯尔特“指挥官”紧凑型M1911使用的一种较小型、圆型“毛边”型击锤却没有这一个问题。
尽管如此，這把手槍是世界上第一種採用大容量可拆卸式雙排彈匣的軍用型手槍。其13发的彈匣容量是柯爾特M1911的近两倍，这对一把軍用型手槍而言非常理想。

## 於二戰時期服役
白朗寧大威力半自動手槍在開始生產不久，第二次世界大战爆發。期間，白朗寧大威力半自動手槍被盟軍和轴心国交戰雙方部隊作為輔助武器所採用。
在1940年（二戰）初期，納粹德軍在佔領比利時以後，佔領了及強逼埃斯塔勒国营工厂為其生產武器。納粹德軍隨後使用繳獲的白朗寧大威力半自動手槍，並且分配命名編號為640（b）手槍（德語：Pistole 640(b)；“b”，意為：比利时）。
在納粹德國佔領以下的國營赫斯塔爾為德國生產的白朗寧大威力半自動手槍使用烤藍表面處理，並且由德國武器局負責打上檢驗標記和裝備部隊，並命名為WaA613手槍。在德國服役的白朗寧大威力半自動手槍主要被武裝親衛隊和空降獵兵等部隊的人員所採用。
由加拿大安大略省多伦多約翰·英格利斯有限公司（英語：John Inglis and Company）所生產的白朗寧大威力半自動手槍同時為盟軍所使用。该枪在当时中国社会俗成“加拿大撸子”，这里的“撸子”是指有拉动套筒或枪机的上膛动作的半自动手枪。
該計劃是由國營赫斯塔爾工廠在比利時工廠很明顯會落入德軍的手中的時候被送到英國，讓英格里斯工廠是的加工生產白朗寧大威力半自動手槍並且給盟軍使用。英格利斯生產的白朗寧大威力半自動手槍使用磷化表面處理，並且具有兩款版本：一種是裝有固定式照門，另一種是具有可調節式切線式表尺照門並配有木製可拆卸式槍托（主要是針對中華民國政府的進口契约）。英格利斯在1944年的秋天開始投入生產，他們生產的白朗寧大威力半自動手槍在1945年3月大學校隊行動（英語：Operation Varsity）發配空降穿越到德國莱茵河的部隊。
該手槍主要被英國空降部隊以及秘密行動組，或是諸如在特別行動處（英語：Special Operations Executive，簡稱：SOE）、美国戰略情報局的職員和英国空降特勤隊突擊隊隊員所採用。
為英联邦國家的軍隊生產的英格利斯大威力手槍在英國被命名為“Mk 1”或是“Mk 1*”，並會在套筒左側印有其命名和生產公司的詳細資料。在英國和英联邦軍隊服役的則被命名為“2型Mk 1手槍”（英語：Pistol No 2 Mk 1）或是“2型Mk 1手槍*”（英語：Pistol No 2 Mk 1*，在適用情況下）。其生產序列號是由6個字符所組成，第二個字母是“T”，例如：1T2345。而中國的合同的手槍上的序列號則使用兩個字母“CH”並在槍身刻上"中華民國國有"字樣，但在其他方面遵循相同的格式。當中國的合同被取消，所有未交付的中國式手槍則在加拿大軍隊服役，並命名為“1號Mk 1手槍”和“1號Mk 1手槍*”。
在中華民國陸軍方面，隸屬於陸軍總司令部兵工署的汽基處（後改隸聯勤，並改為汽基廠，現又研議回歸陸軍司令部兵工署）之主官（所級～處級軍官）配槍，即為英格利斯當年針對中國政府的進口合同生產的白朗寧大威力半自動手槍，近距離查看後發現卻沒有「中華民國國有」刻印而仍為原廠英文刻印。這批槍於1995年（民國84年）被國造T-75式9毫米自動手槍所取代。所以應是改為封存備役狀態。

## 二戰之後
在二戰結束後的時期，國營赫斯塔爾逐漸恢復並且繼續生產白朗寧大威力半自動手槍，因為國營赫斯塔爾的優秀營銷和成為精湛產品陣容（當中也包括了FN FAL自動步槍和FN MAG通用機槍）的一部分，它被50支軍隊（93個國家）所採用並且作為的軍用制式手槍，使白朗寧大威力半自動手槍在戰後更為流行。
在北約國家同一時間使用它的時候，英國軍隊於1954年正式採用該槍作為軍用制式手槍，它同時成為遍及英聯邦國家軍隊的制式手槍。
伊拉克前總統萨达姆·侯赛因亦經常攜帶一把白朗寧大威力半自動手槍。一名利比亚國民解放軍人員在前任利比亞實際最高領導者穆阿迈尔·卡扎菲死後在空中揮舞著他生前攜帶一把鍍金並且鑲嵌了用他自己的樣貌設計的握把側板的白朗寧大威力半自動手槍。
雖然白朗寧大威力半自動手槍至今仍然是一款出色的設計，至1990年代初以來，有些更現代化、往往是雙動操作，和使用更現代化方法生產的手槍設計已經令它黯然失色。但直到今天，它仍然在世界各地的服役。截至2007年，Mk I衍生型依然是加拿大軍隊的標準制式手槍，而SIG P225與SIG P226則只在專門單位發配。
白朗寧大威力半自動手槍的Mk I或其衍生、仿製型仍然是比利時軍隊、英國陸軍（L9A1，雖然正在逐步引入L105A1）、印度陸軍、印尼武裝部隊、澳大利亚国防军、阿根廷陸軍、盧森堡軍隊、以色列警察、新加坡武裝部隊、委內瑞拉軍隊等等的標準制式手槍。不過，愛爾蘭軍隊使用的白朗寧大威力半自動手槍（普遍稱為BAP（英語：Browning Automatic Pistol，意為：勃朗宁自動手槍））已經在2007年10月被HK USP半自動手槍所取代。從2013年起，英國陸軍使用的白朗寧大威力半自動手槍亦已經被聚合物底把製造的第4代格洛克17手槍所取代。

## Mk I的技術規格
一把後膛裝填、半自動、單動操作、槍管短行程後座作用式手槍。白郎寧大威力Mk I型採用了13發可拆卸式雙排彈匣。
- 口徑：9毫米（.35英吋）
- 長度：197毫米（7.776英吋）
- 槍管長：118毫米（4.65英吋）
  - 膛線部分長度：100毫米（3.94英吋）
  - 陰膛（膛線）數量：6
  - 旋轉方向：右旋
- 高度（沒有瞄準具，上彈）：127.5毫米（5.02英吋）
- 寬度：
  - 槍托裝上：36毫米（1.42英吋）
  - 槍托拆卸：25.5毫米（1英吋）
- 重量：
  - 連空彈匣：900克（31.75盎司，1.98磅）
  - 上彈：1,060克（37.39盎司，2.34磅）
- 彈匣容量：13發
- 發射模式：單動
- 槍口初速：350米／秒（1,148.29英尺／秒）
  - V12.50：340米／秒（1,115.49英尺／秒）
- 槍口動能：500 焦耳（368.8英尺·磅）
- 保險裝置：半待擊缺口、手動拇指保險、撞針擋塊、彈匣保險
- 扳機扣力：33.36 牛頓（7.5磅力）
- 有效射程：50公尺（54.68碼，164.04英尺）
- 散布範圍（發射10發，連休息）
  - 15公尺：95毫米（高50毫米，寬45毫米）
  - 30公尺：200毫米（高105毫米，寬95毫米）
  - 50公尺：320毫米（高170毫米，寬150毫米）

## 衍生型
比利时和葡萄牙埃斯塔勒国营工厂仍在生產正品勃朗宁大威力P35手槍，而阿根廷國營兵工廠（簡稱：FM）亦在取得特許生產證以後合法生產。大威力仍然是在小型武器歷史上最有影響力的手槍。它也啟發了一些仿製生產商（包括匈牙利FEG公司、菲律賓和美国查爾斯·達利公司、保加利亞阿克斯公司、以色列軍事工業、中國北方工業公司和其他）。
許多現代化手槍亦借用它的特點，例如交錯排列式大容量彈匣，和勃朗宁無鉸鏈凸耳閉鎖系統（這在現代手槍常常會再作簡化，使槍管在拋殼口閉鎖，這意味著槍管和套筒不必進行鎖定凸耳方面的機械加工）。直到最近，FEG幾乎完全仿製9×19毫米魯格和.40 S&W口徑，但該公司現在正生產一把使用修改的槍管、連桿、套筒鎖的新版本，與真正的大威力手槍不相容。阿克斯公司仿製自大威力手槍的阿克斯94也被阿克斯98DA，一把大量借鑒了大威力手槍、但能夠雙動操作的型號所取代。

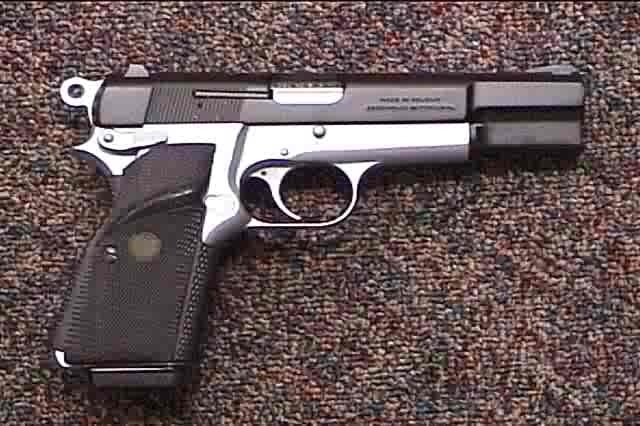
勃朗宁大威力實用型.40 S&W手槍。

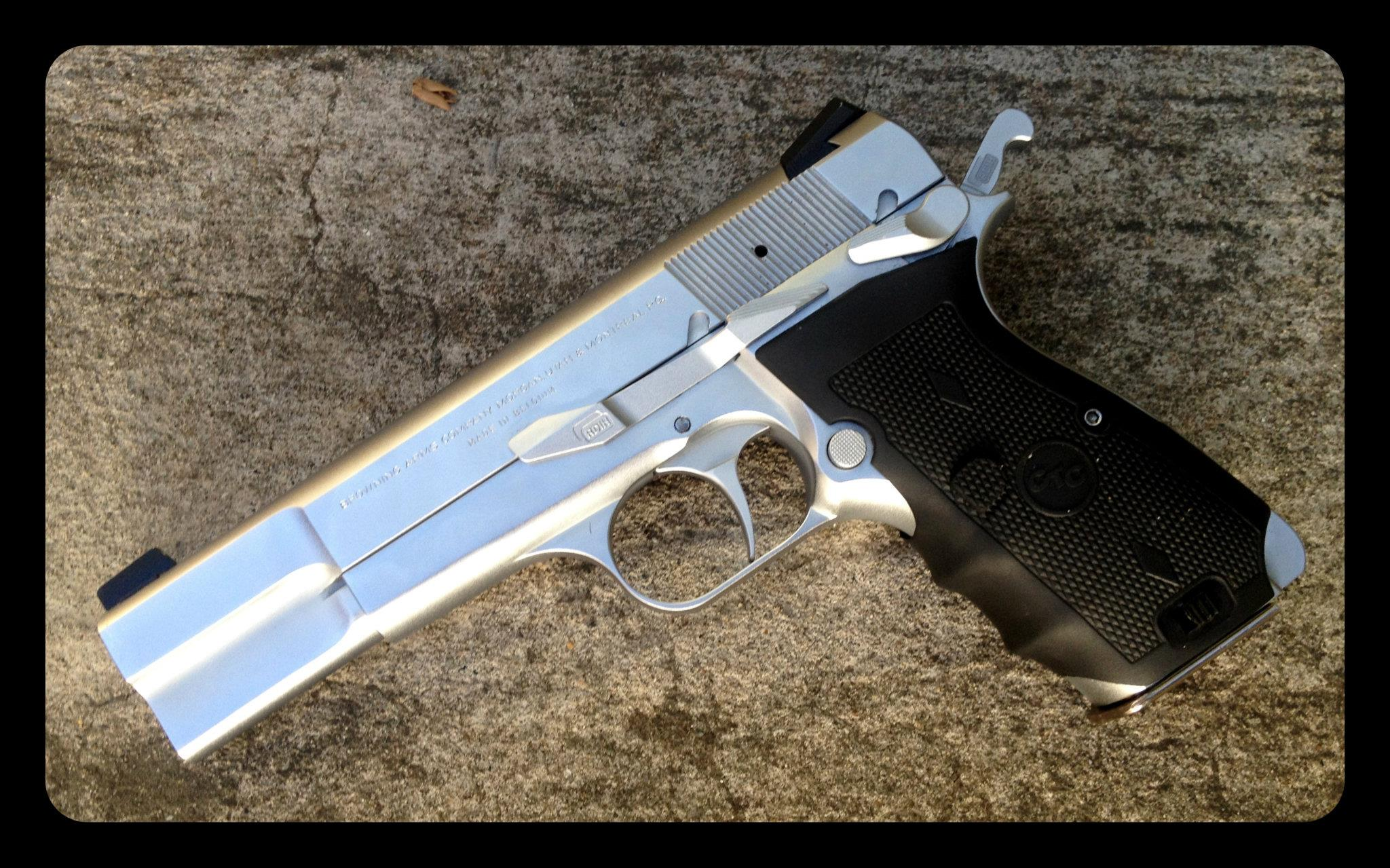
勃朗宁大威力SFS緋紅軌跡手槍。

- P35：又稱為M1935，原來的生產型，如前面提到的，內部具有內置式抽殼鉤。在第二次世界大戰期間，加拿大的英格利斯公司生產的勃朗宁大威力P35手槍為盟軍所使用，而在被佔領下的比利時國營赫斯塔爾製造的則為德國所使用。英格利斯生產的勃朗宁大威力P35手槍使用磷化表面處理，而在被納粹德國佔領的比利時國營赫斯塔爾生產的P35則使用烤藍表面處理。從1962年開始，以外置式抽殼鉤取代內置式抽殼鉤以提高其耐用和可靠性，並作出以及其他的修改，包括兩片式槍管和可提高耐用性的閉鎖系統的修改。後期型的槍管和底把與早期型的是不可互換的。
- L9A1：為英國1962年以後的大威力手槍軍用版本的命名，並在套筒左側印有“L9A1自動手槍”（英語：Pistol Automatic L9A1）的標記。它從1960年代後期開始取代在英國服役的英格利斯衍生型，這兩種型號一起持續在英國軍隊服役，直到英格利斯衍生型最終於1980年代後期撒裝。它目前仍然是在英國軍隊服役，但現在已經配備了更為符合人體工程學的Mark 2型的能左右手操作型保險和握把。L9A1也在其他英聯邦軍隊中獲廣泛採用。這種大威力手槍亦是在整個冷戰時代的英国特种空勤团所選用的手槍。
- Mark I型：Mark I型是在過去的50年發展的其中最知名的P35型號。P35在1954年首次進口到美國，在美國民用市場上的P35在套筒左側印有“勃朗宁武器公司”（以滿足美國銷售的進口需求）。這些P35 Mark I型並沒有在握把左側裝上掛繩環，這就是與完全涵蓋軍事和執法機關使用型所產生的不同。P35型號具有各種各樣的選項和功能。最近，一些大威力手槍也提供了可以發射.40 S&W和.357 SIG口徑手枪子彈的型號。然而，這種手槍最初只作為發射9×19毫米手枪子彈而設計和生產的，發射這兩種更大口徑和威力的子彈的話會有導致彈殼斷裂或底把變形損毀的風險。只有特別為發射這兩種子彈而生產的大威力手槍能夠發射這些威力更大的子彈。為發射這兩種子彈製造的手槍是很容易識別，檢查套筒左側—在較重的套筒側面的具有加工而成的凹槽以便在套筒拆卸時將套筒釋放。面向民用市場的國營赫斯塔爾製P35，無論是國營赫斯塔爾（歐洲／國際）或勃朗宁（美國）所生產的，都會有245作序列號的前綴。一些大威力的衍生型（65型、73型）會作出生產變化，例如：連動式擊錘（常見於1971年民用市場P35）和／或兩片式槍管（1965年至今）。直到1980年代後期（至1987年），阿根廷FM仍在生產Mark I“73型”衍生型（具有細長的槍管襯套）的時候，比利時方面已經在1980年代早至中期開始生產Mark II型。
- Mark I輕量型（英語：Mark I Lightweight）：Mark I輕量型是一款非常罕見的衍生型號，其最大的特點是底把採用重量較輕的鋁合金製造。據馬薩德Ayoob（英語：Massad Ayoob）所言，這些槍在1950年代商業推出，但從來沒有被使用。輕型Mark I型只有國營赫斯塔爾的生產標記，而沒有勃朗宁武器公司的標記。
- Mark II型：Mark II型是國營赫斯塔爾在1980年代初推出的一款Mark I型的改進型，一個升級版大威力手槍型號。主要的改進是兩手均能靈巧操作的拇指手動保險桿，尼龙製握把側板，三點式戰鬥瞄準具，和喉狀槍管。
- Mark III型：Mark III型是國營赫斯塔爾在1988年推出的一種Mark II型的改進型，為目前大威力手槍的最終量產型。主要特點是新增加擊針保險、改為外形類似於M9手槍（貝瑞塔92）的新型握把，以及採用以聚合物製造的握把側板。其標準型是採用了Mark III發射系統的大威力手槍原始型。上尉型（英語：Capitan）和實用型（英語：Practical）Mark III配置模式也略有不同。
- 銀色鍍鉻型（英語：Silver Chrome）：銀色鍍鉻型的特點是銀色鍍铬底把和套筒，帕茨米亞（英語：Pachmayr）橡膠握把。其彈匣為銀色鍍鉻BHP型平淡表面處理和黑色橡膠帕茨米亞彈匣底座墊。
- 實用型（英語：Practical）：實用型具有啞光（英语：Paint sheen）烤藍表面處理套筒和對比的銀色鍍铬底把。此外，該型號具有帕茨米亞（英語：Pachmayr）橡膠握把和一個圓形的指揮官樣式擊錘（1972年之前大威力手槍，為民用型和軍用型上使用相同的擊錘）。實用型具有固定或可調節瞄準具，並具有9×19毫米或.40 S&W口徑。所有實用型型號的彈匣使用了運動型帕茨米亞彈匣底座墊；9×19毫米口徑可拆卸式雙排彈匣的容量為13發，而.40 S&W口徑的容量則為13發。[12]
- HP-SFS（英語：Safe-Fast-Shooting，意為：安全快速射擊）：大威力SFS手槍是當前Mark III型使用修改後的擊發機構衍生型。在該武器裝填完成以後，擊錘會在安全扣自動激活以後被推向前。當射手準備射擊時，手動保險用大拇指壓下，釋放擊錘向後彈到通常的單動操作位置。一個類似的系統可以給經過修改的柯爾特M1911A1使用。彈匣與Mark III型和其他型號是可以通用的。
- BDA和BDAO（BDA，意為：勃朗宁雙動操作型；BDAO，意為：勃朗宁純雙動操作型）：BDA和BDAO型號在1980年代首次生產。隨著時代變遷，雙動操作手槍日益流行，國營赫斯塔爾決定把大威力手槍改進為雙動操作機構。BDA型號是雙動操作型，而DAO型號為純雙動操作型，兩個版本與通常的單動操作型P35不同。這些設計已經上市並命名為HP-DA（英語：Hi-Power Double Action），歐洲市場名稱）和BDA（美國市場名稱）。DA型號和DAO型號保留了許多P35的功能，都是具有全尺寸型和緊湊型。這些型號的性能與國營赫斯塔爾的最高標準一致。這些型號類似於P35，但最顯著的特徵是延長的SIG Sauer樣式扳機護環，使之便於雙手持槍。由於採用單／雙動操作機構，因此這種新一代大威力手槍在底把上的手動保險桿被待擊解脫桿所取代。並且增加了自動擊針保險，扳機扣壓到一種程度才會讓開擊針通道，以防止手槍跌落或受碰撞後走火。擊錘尺寸有所縮小。套筒前端部分的形狀也稍有不同。許多部件都是與P35可以互換，只有彈匣不能（儘管兩者的彈匣類似），另外彈匣容量增加至14發。緊湊型還可以使用較短的7發彈匣供彈。
- 勃朗宁BDM（BDM，意為：勃朗宁雙模式操作型）：勃朗宁BDM型號有時也會被錯誤地歸類為大威力手槍槍族的一種特殊型號。而事實上，這其實是一個獨特的手槍設計，只是外型上類似大威力手槍。BDM只在1990年代在北美地區的美國猶他州的勃朗宁武器公司生產和銷售，而當中與國營赫斯塔爾無關。勃朗宁BDM手槍整合了許多BDA型號的功能，但可以通過旋轉套筒上的一個圓形發射模式轉換開關就能在單／雙動操作模式（標記“P”）與“左輪手槍”（標記“R”，純雙動）模式之間切換。
- 在1970年代，雙動／純雙動型號和BDM型號借用了西格&紹爾的SIG P220手槍的功能，以勃朗宁雙動手槍（英語：Browning Double Action，簡稱：BDA）之名在市場上銷售。貝瑞塔獵豹半自動手槍也以勃朗宁BDA 380之名銷售。

## 在外國生產的版本
白朗寧大威力半自動手槍在幾個大陸上被特許生產，或在某些情況下仿製，在相同型號上也有一些細節上的區別。
- 羅薩里奧（西班牙語：Rosario）、FM90和FM95三個型號都是由阿根廷國營兵工廠（英语：Fabricaciones Militares）（簡稱：FM）生產。羅薩里奧是旨在幾乎完全仿製Mark II型，並且在阿根廷和拉丁美洲銷售。FM90是一種以Mark II型為藍本的出口型號，但沒有“柯爾特樣式”套筒的斜角前端特徵。使用具有手指凹槽的橡膠握把（類似P35可選用的帕茨米亞握把）取代傳統方型平板木製握把側板。FM95為目前的出口型號（直到2002年），以Mark III型為藍本，並具有“柯爾特樣式”套筒。直到2010年的最終型號，分別是M02 AR（M95的現代化版本，由國營赫斯塔爾研製的一種新型單動操作系統），和M03 AR（與2003年無關，因為它似乎，事實上是M02 AR的.40 S&W口徑版本）與他們的偵探型版本。[12]阿根廷國營兵工廠還開發了一種雙動操作手槍，使用與HP-DA不同的系統。
- 偵探型（英語：Detective）：偵探型是由FM生產的短套筒型大威力手槍。偵探型除了底把以外，套筒組件可以與其他FM和生產的大威力P35手槍互換。這種手槍和其套筒組件最初並不會北美地區的銷售，但2000年代後期可以在轉售網點發現。
- 9毫米1A型自動手槍（英语：Pistol Auto 9mm 1A）：由印度兵工厂委员会（英語：Ordnance Factories Board，簡稱：OFB）所生產，為該工廠的9毫米手槍之一，為加拿大型號的合法仿製版本。
- Pindad P1手槍：由印尼品达德（英語：PT Pindad）工廠所生產，為該工廠的仿製手槍之一，裝備印尼武裝部隊。
- Pindad P2手槍：Pindad P1的改進型。[13]
- FEG P9R手槍：由匈牙利FEG工廠所生產，為該工廠的仿製手槍之一。
- SA-35手槍：2021年10月25日，春田公司推出了大威力手槍的彷製型，並且名為SA-35。[14]它具有原始型大威力手槍的特徵，只是彈匣容量增至15發，同時手槍本可以承受起高膛壓的9×19公釐帕拉貝倫彈。[15]
- FN High Power手槍：2022年1月18日，FN America重新推出了一款名為FN High Power的大威力手槍新型號。新手槍的彈匣具有17發（加上彈膛1發）的容量和各種符合人體工學的變化，以提高使用者的操控性。[2]
- 北方工業NP-18（英语：NP-18）：由中華人民共和國北方工業公司生產的未授權仿製型號，以匈牙利P9RC（英语：P9RC）作原型，主要作出口用途。[16]

## 使用國

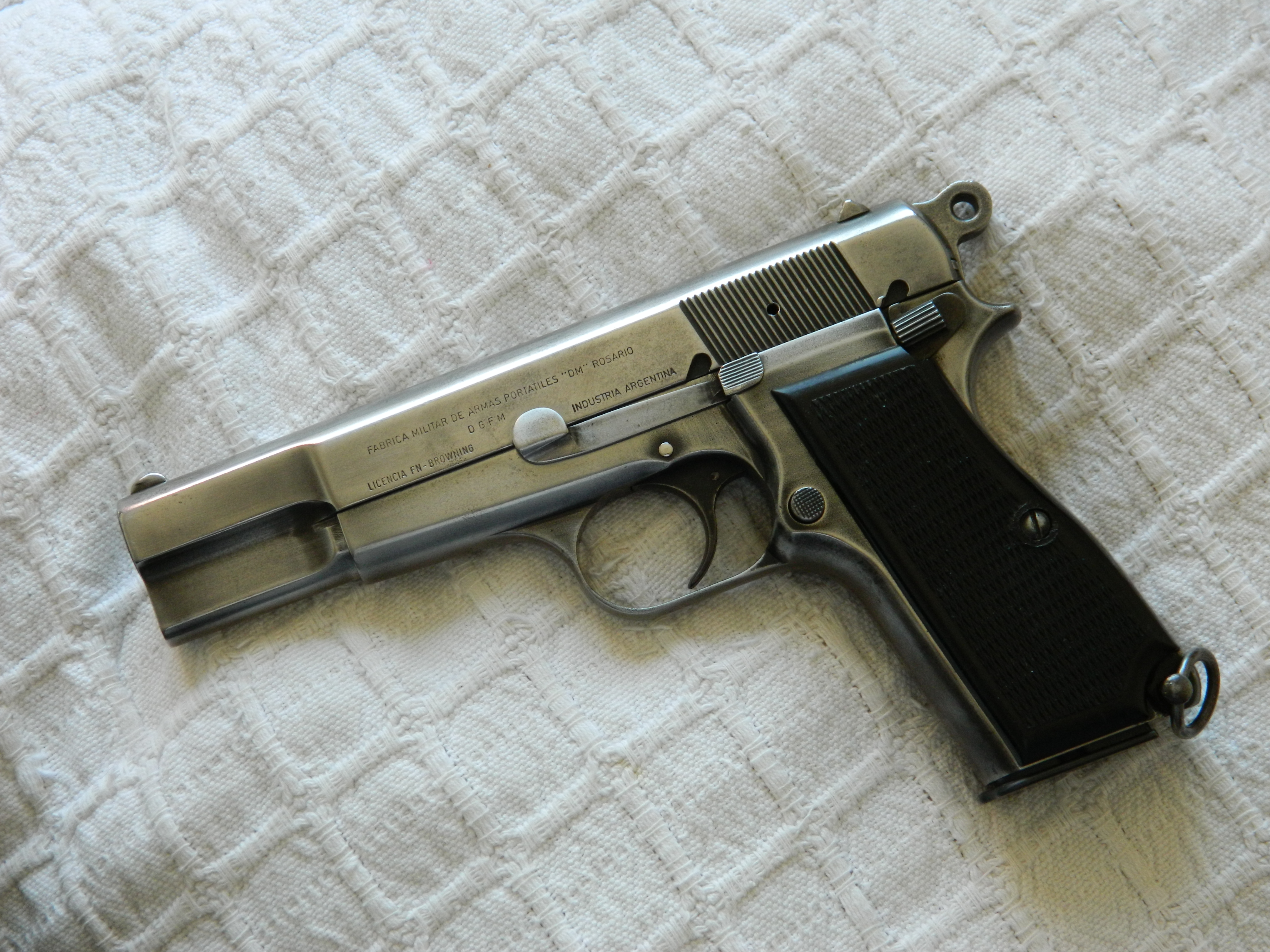
一把磨損的白朗寧大威力半自動手槍，在1970年代中期的阿根廷製造。

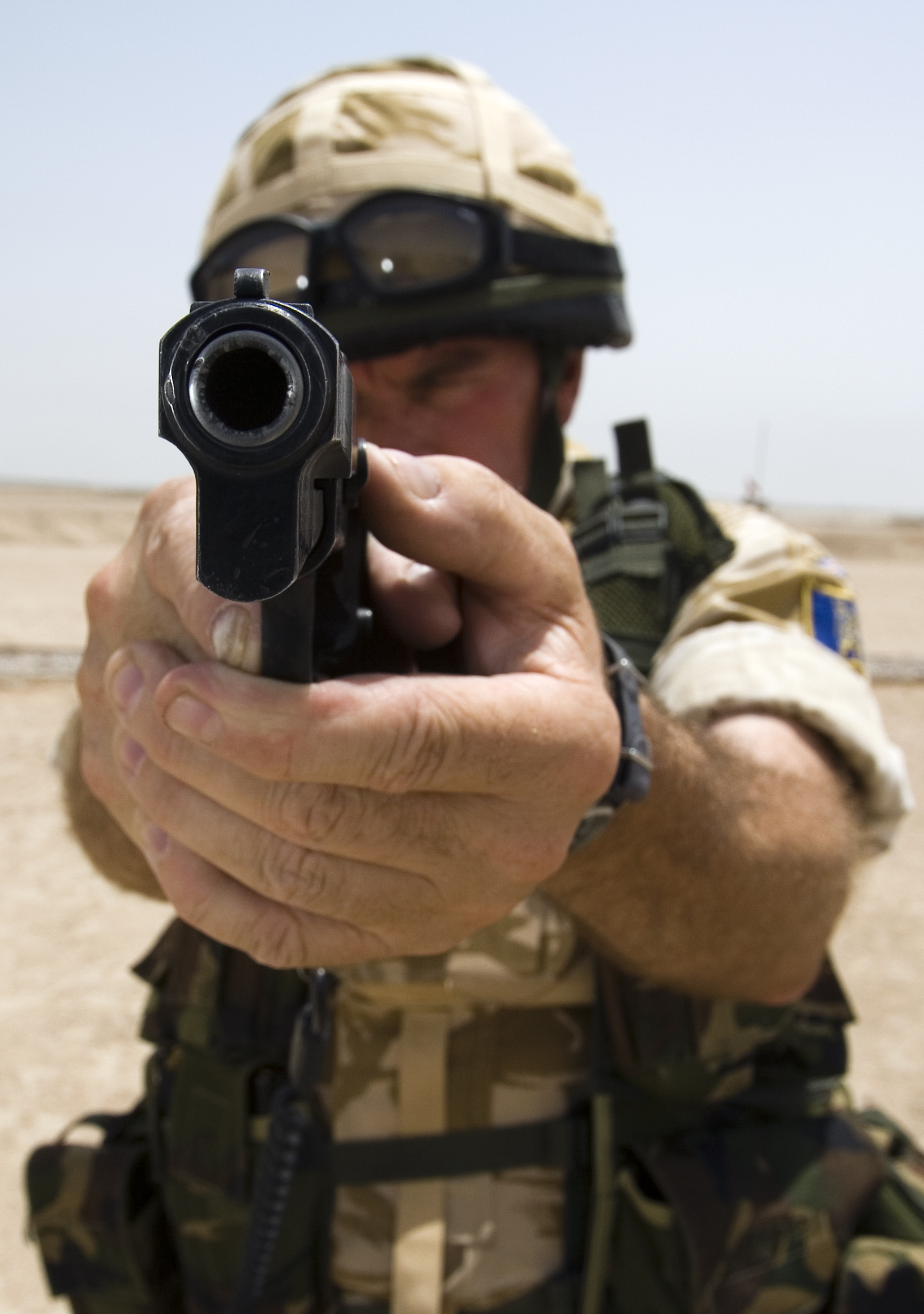
在伊拉克巴士拉的射擊靶場上，一名英軍士兵使用勃朗宁9毫米手槍瞄準。

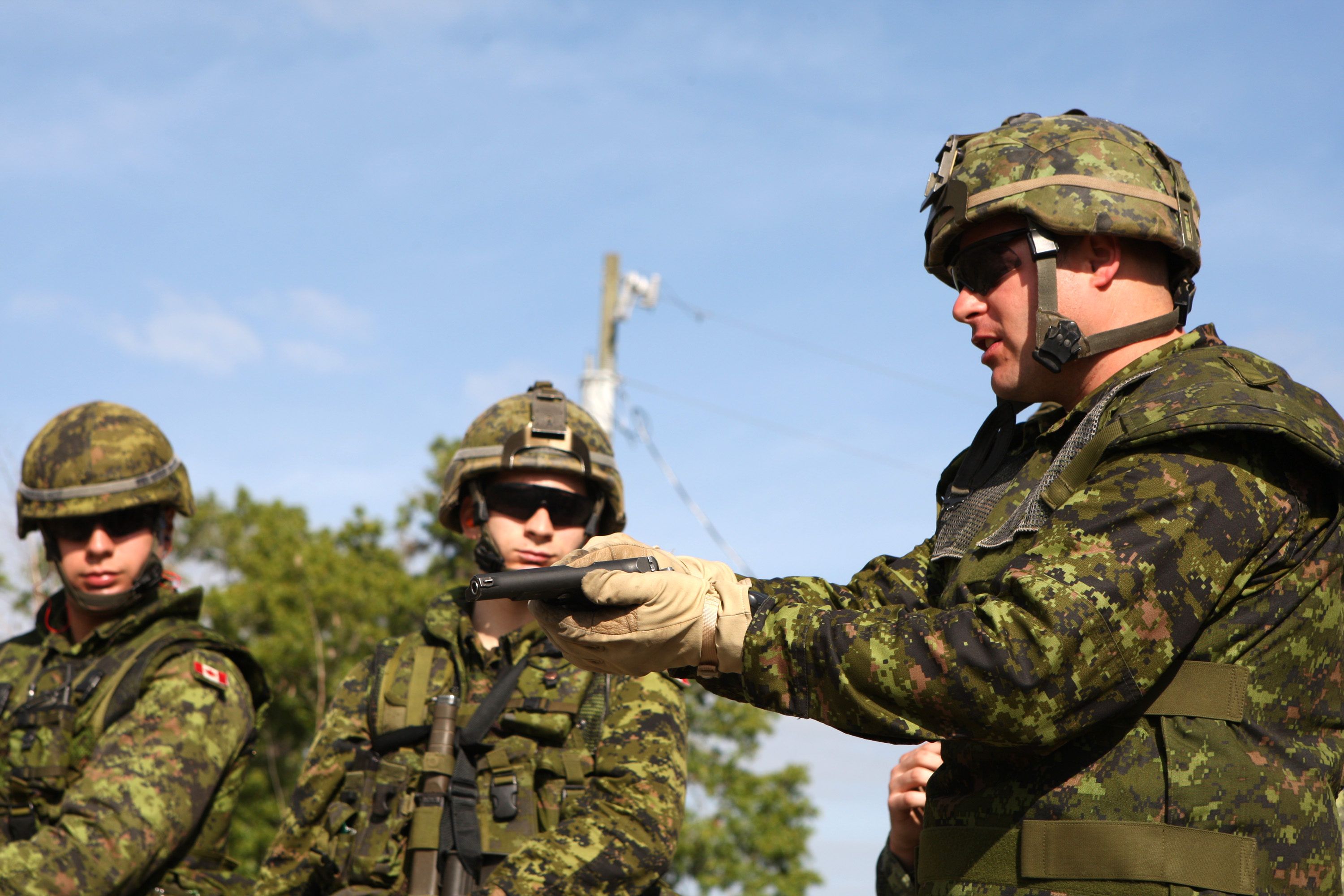
在2009年4月的一次訓練中，加拿大士兵檢查一把大威力手槍。

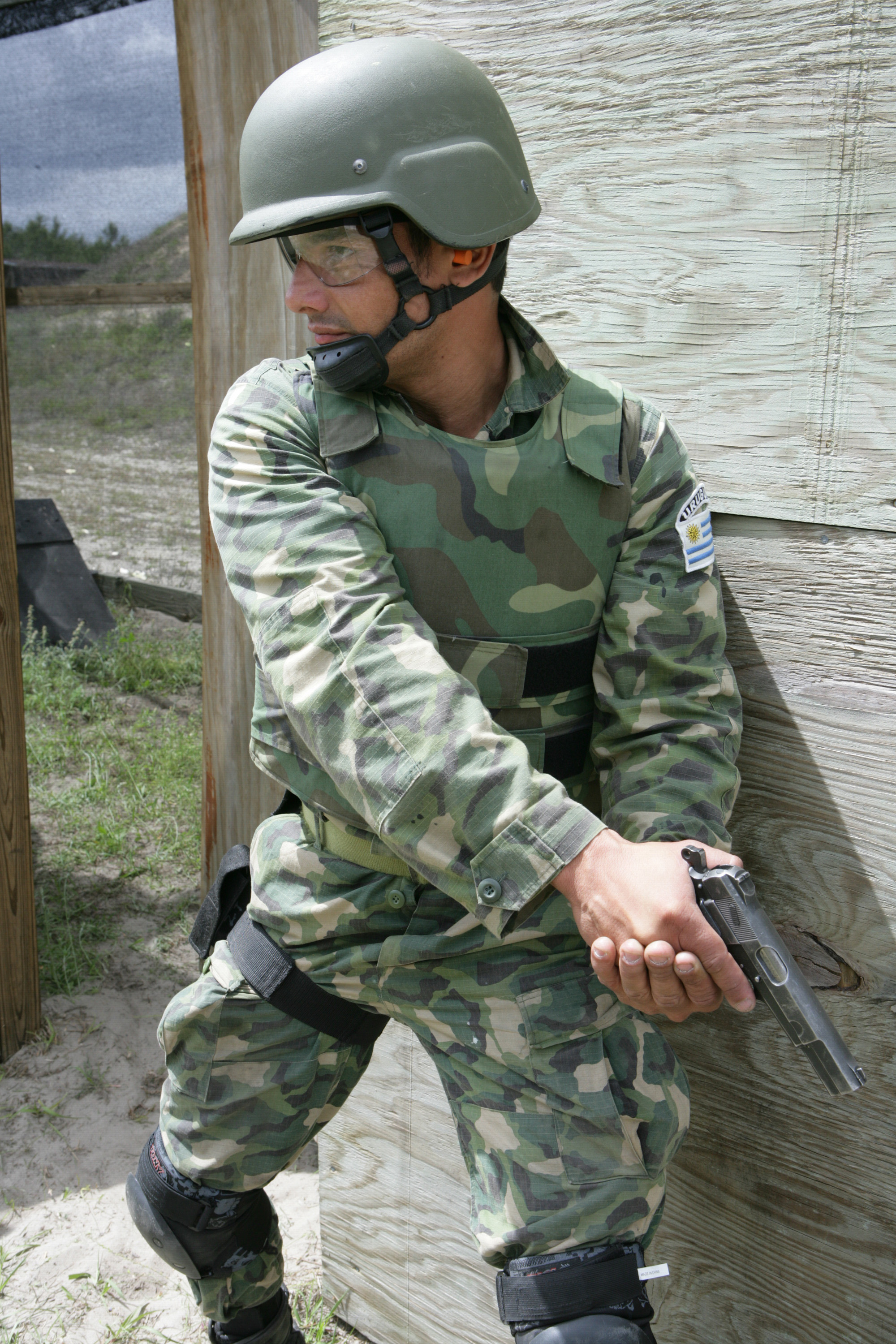
在2009年4月的一次訓練中，配備了一把大威力手槍的一名烏拉圭海軍陸戰隊士兵。

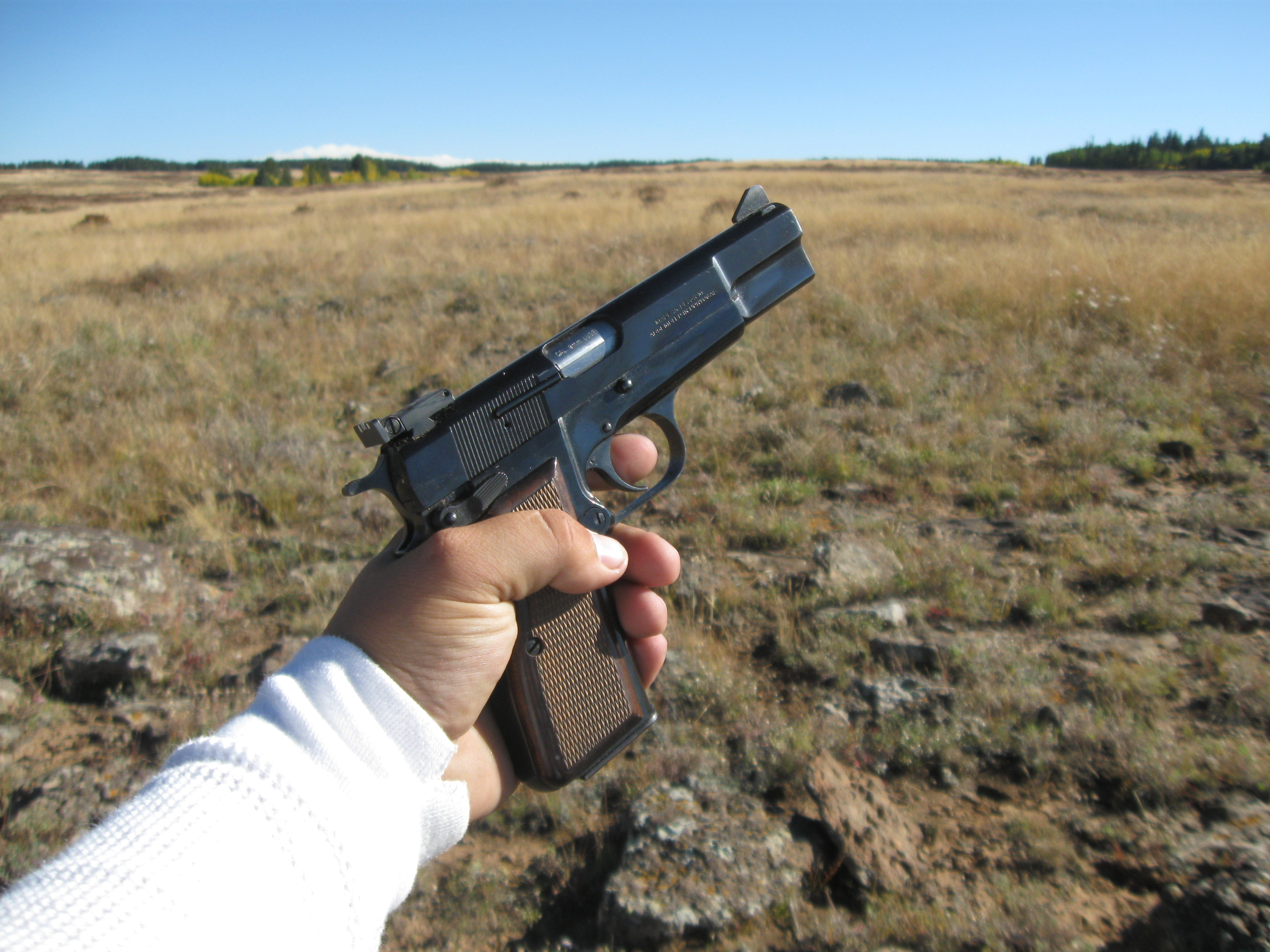
由國營赫斯塔爾製造的一個現代化M1935手槍原型型號。

- 阿尔及利亚
- 阿根廷：由阿根廷國營兵工廠（英语：Fabricaciones Militares）（簡稱：FM）根據特許生產證下合法生產。
  - 阿根廷武裝部隊
  - 阿根廷聯邦警察（英语：Argentine Federal Police）[17][18][19]
- ：Mark III型。
  - 澳大利亚国防军[18][19][20]
- 奥地利
- 巴林[19]
- [19]
- [19]
- 比利时
  - 比利時國防軍（1935年正式採用並命名為"勃朗宁P-35"，已被FN Five-seveN Mk 2所取代）[18][21]
- [19]
- 百慕大[19]
- 不丹
- 玻利维亚[19]
- [19]
- 巴西[來源請求]
- [19]
- 保加利亚
- [19]
- 柬埔寨[19]
- 喀麦隆
- 加拿大：由加拿大安大略省多伦多約翰·英格利斯有限公司（英语：John Inglis and Company）生產。
  - 加拿大軍隊[17][18][19][22]
  - 皇家加拿大騎警[23]
- [19]
- 智利[24]
- 中華民國：使用加拿大安大略省多伦多約翰·英格利斯有限公司（英语：John Inglis and Company）生產的手槍。[17]
  - 國民革命軍
  - 中華民國國軍（目前仍有後勤部隊使用）
- 哥伦比亚[19]
- 古巴[19]
- 賽普勒斯[19]
- 刚果民主共和国[19]
- 丹麦[17][19]
- [24]
- [19]
- 埃及
- 薩爾瓦多[19]
- 爱沙尼亚[17][25]
- 衣索比亞
- 芬兰[19]
- 法國：在第一次印度支那戰爭和阿尔及利亚战争期間使用。
  - 法國國家憲兵隊
  - 法国空军
- [19]
- 希腊：使用由加拿大安大略省多伦多約翰·英格利斯有限公司（英语：John Inglis and Company）生產的手槍。[17]
  - 希臘武裝部隊
- [19]
- 海地
- [19]
- 英屬香港：主要採用MK III型（全部均已退役並被格洛克17手槍所取代）。
  - 皇家香港警察（特別任務連、機場特警組、跟蹤支援隊）
  - 廉政公署證人保護及槍械組
  - 皇家香港軍團[26]
- 匈牙利：完全相同的仿製型號。[27]
- 印度：由印度兵工廠／伊莎波爾（英語：Ishapore）武器工廠使用原來為使用加拿大安大略省（英語：Ontario）多伦多約翰·英格利斯有限公司（英语：John Inglis and Company）的生產設施的沖壓模具在當地生產。[16][18][19]
  - 印度武裝部隊
  - 警察機關
- 印度尼西亞：由品达德（英語：PT Pindad）取得特許生產許可下生產。[28]
  - 印尼國民軍[29]
- 伊朗
  - 伊朗伊斯蘭共和國海軍特種部隊
- 伊拉克[19]
- 愛爾蘭
  - 愛爾蘭國防軍（於2007年10月被HK USP所取代）[30]
- 以色列：在當地生產[16]。
  - 以色列國防軍
  - 以色列國境警察特勤隊[23]
- 意大利
- 牙买加
  - 牙買加國防軍[31]
- 日本
  - 海上保安廳
- 约旦[19]
- [19]
- 科威特[19]
- 黎巴嫩[19]
- 利比里亚[19]
- 利比亞
- 立陶宛[17][19]
- 盧森堡
  - 盧森堡大公國軍[18]（已經被格洛克17所取代[32]）
- 马拉维[19]
- 马来西亚
  - 马来西亚武装部队
  - 马来西亚皇家警察[33]
- 馬爾他
- 墨西哥
- 摩洛哥
- 莫桑比克[19]
- 緬甸[19]
- 德意志國：國營赫斯塔爾工廠被納粹德軍在佔領以後為德國生產超過300,000把手槍。手槍被分配命名編號為640（b）手槍（德語：Pistole 640(b)；“b”，意為：比利时）。[17]
- 尼泊尔[19]
- 荷蘭[17][19][25]
- 新西兰
- 奈及利亞[19]
- 挪威
- 阿曼[19]
- 巴拿马[19]
- ：由澳大利亞提供。[19][34]
- 巴拉圭[19]
- 秘魯[17][19]
- 菲律賓[19]
- 波蘭
  - 波蘭武裝力量行動應變及機動組[35]
- 葡萄牙
  - 葡萄牙共和國國民警衛隊[19][36]
- 羅德西亞[17]
- 羅馬尼亞[17]
- 卢旺达[19]
- 沙烏地阿拉伯[19]
- [19]
- 新加坡[18][19]
- 南非
- 南蘇丹
- 南越
- 苏联
- 斯里蘭卡[19]
- 苏丹[19]
- 苏里南[19]
- 叙利亚[37]
- 坦桑尼亚[19]
- 泰國
- 多哥[19]
- 千里達及托巴哥[19]
- 突尼西亞[19]
- 土耳其
- 乌干达[19]
- 阿联酋[19]
- 英国
  - 英國武裝部隊（自1954起裝備，命名為“L9A1”。已被SIG P226及第四代格洛克17所取代[38]）[1][18][19]
  - 皇家阿爾斯特警察[39]
- 美国：Mark II型。
  - 联邦调查局人質拯救隊（已被春田兵工廠TRP手槍所取代）
  - 中央情報局[23]
- 乌拉圭[19]
- 委內瑞拉[18][19]
- 越南
- 西德
- 尚比亞
- 辛巴威[19]

### 非國家團體
- 伊拉克和沙姆伊斯蘭國

## 流行文化
白朗寧大威力半自動手槍系列登場於多部电影、电視、動畫、电脑游戏和輕小說裡，例如：

### 電影
- 1974年—：在開場序列，裝上消聲器並且由一名職業殺手（馬克·勞倫斯飾演）所使用。
- 1983年—：裝上和不裝上消聲器並且由兩名企圖殺死“骯髒”哈利·卡拉漢的暴徒刺客和其後企圖暗殺哈利·卡拉漢的米克（Mick，保羅·德雷克飾演）所使用。
- 1984年—《比佛利山超级警探》：由偵探阿克塞爾·弗利（Axel Foley，艾迪·墨菲飾演）所使用。
- 1986年—《英雄本色》：由李馬克（Mark哥，周潤發飾演）所使用，雙持時由左手握持（右手則握持貝瑞塔92F）。
- 1988年—《旺角卡门》：由乌蝇哥（张学友飾演）所使用。
- 1990年—《盜亦有道》：裝上“啤酒”可調節式照門並且由亨利·希爾（Henry Hill，雷·李歐塔飾演）和逮捕亨利臥底毒品科人員（博·迪特爾飾演）所使用。
- 1990年—《教父3》：在電影結尾，由莫斯卡（Mosca，馬里奧·當尼克飾演）所使用。
- 1990年—《沉默的羔羊》：型號為“73型”，裝上瞄準型瞄準具並且由孟菲斯特警隊員所使用。
- 1991年—《逃學威龍》：由周星星（周星馳飾演）在內的特別任務連隊員用作佩槍。
- 1992年—：型號可能是FEG PJK-9HP，由弗蘭克·法默（Frank Farmer，凱文·科斯特納飾演）所使用。
- 1992年—：由程思琳（毛舜筠飾演）和Johnny Wong的手下所使用。
- 1995年—：型號為Mark III型，由羅傑·金特（Roger Kint，飾演）、迪恩·基頓（Dean Keaton，蓋布瑞·拜恩飾演）、托德·霍克內（Todd Hockney，凱文·波拉克飾演，曾使用流氓射姿）和米高·麥克馬納斯（Michael McManus，斯蒂芬·鲍德温飾演，曾使用雙持）所使用。
- 1998年—：型號為雙色型勃朗宁大威力實用型.40 S&W口徑，由克萊夫（Clive，基斯·佩恩飾演）用在挾持詹姆斯·卡特（James Carter，克里斯·塔克飾演）為人質。
- 1999年—：型號為銀色啞光（英语：Paint sheen）鍍鉻型，由變體（Switch，貝琳達·麥克洛里飾演）所使用。
- 2000年—《大逃殺》及其3D版（Battle Royale 3D）：女子12號谷澤遙（石井里彌飾演）的分配武器。
- 2002年—：由亨利·威斯特（Major Henry West，飾演）所使用。
- 2002年—《2009失去的记忆》：由日本軍官（其實是井上源）從未來回到1909年用以阻止安重根击毙伊藤博文。
- 2003年—《黑客帝國3：矩陣革命》
- 2004年—《火線救援》：由綁架珮塔的綁匪所使用；約翰·W·克里西（John W Creasy，丹泽尔·华盛顿飾演）曾在武器購買現場檢查過另一把，但沒有購買。
- 2005年—《盧旺達飯店》：由聯合國部隊指揮官奧利弗上校（Oliver，尼克·诺尔蒂飾演）用作佩槍。
- 2005年—《撒哈拉》：型號為Mark III型，由馬修軍事獨裁者卡吉姆（Zateb Kazim，連尼·詹姆斯飾演）的部隊所使用，其中一把被德克·皮特（Dirk Pitt，马修·麦康纳飾演）所奪取。
- 2006年—：型號為Mark III型，由（James Bond，飾演）用於在马达加斯加抓捕一名炸弹嫌犯。
- 2006年—：由R.U.F.毒隊長（Poison，大衛·哈伍德飾演）所使用。
- 2006年—《放·逐》：由大飛（任達華飾演，黑色槍身）和肥佬（林雪飾演，鍍（英语：Electroless nickel plating）镍槍身）所使用。
- 2006年—《最後的蘇格蘭王》：由尼可拉斯·加列根（Nicholas，飾演）在游泳比賽時用作起步槍。
- 2008年—：裝上“啤酒”可調節式照門，在片尾由麥可·「蘋果」·麥克海爾（George 'Mac' McHale，雷·溫斯頓飾演）所使用。
- 2008年—：由衛斯里·吉柏森（Wesley Gibson，飾演）所使用。
- 2008年—《巴里布》：由印尼軍官所使用。
- 2008年—：型號為Mark III型，裝上消音器，由哈尼·薩拉姆的手下所使用。
- 2009年—《移動城市》：型號為Mark III實用型，由亨利·卡佛探員（Agent Henry Carver，吉蒙·翰蘇飾演）用作佩槍。
- 2010年—：由卡內基（Carnegie，飾演）所使用。
- 2010年—《鎗王之王》：由解款車劫案成員彭濤（杜汶澤飾演）所使用。
- 2010年—：由嘉薩將軍的一名手下所使用。
- 2011年—：型號為Mark III型，由穗（Spike，克萊夫·歐文飾演）所使用。
- 2011年—：安裝在輪椅上並且由帕丁（Patch Quartermain，蒂姆·麥克納尼飾演）和尊尼·英烈（Johnny English，路雲·雅堅遜飾演）所使用。
- 2012年—：由馬特·埃克特（Matt Eckert，乔希·佩克飾演）所使用。
- 2013年—：型號為鍍鎳型，由詹姆斯·“波波”·布努姆（James "Bobo" Bonomo，飾演）所使用。
- 2013年—《天注定》：型號為Mark I型，由三兒（王寶強飾演）所使用。
- 2015年—：由黑幫老大尚恩·麥奎爾（Shawn Maguire）所使用。
- 2015年—《復仇者聯盟2：奧創紀元》：由西科維亞警察所使用。
- 2015年—：在1984年由莎拉·康納（Sarah Connor，艾美莉·克拉克飾演）用在與卡爾·雷斯爭論時。
- 2016年—《湄公河行動》：由派往泰國和金三角地區執行任務的中國警察和毒販所使用。
- 2016年—《寒戰II》：由何國正（楊祐寧飾演）所使用。

### 電視劇、電視資訊節目
- 1963年—：1976年1月31日至3月6日第13季第6個故事（播出順序為第85個故事）「毀滅的種子」（英語：The Seeds of Doom），由理查德·鄧巴（Richard Dunbar，肯尼思·吉爾伯特飾演）所使用。
- 1983年—：
  - 1983年2月22日第1季第106集「義無反顧」（英語：Black Day at Bad Rock），由水牛（Col. John "Hannibal" Smith，喬治·比柏飾演）所使用。
  - 1983年9月20日第2季第201集「色戰蠻域」（英語：Diamonds 'n Dust），由水牛（Col. John "Hannibal" Smith，喬治·比柏飾演）所使用。
  - 第3季起由喪榮（Capt. H.M. "Howling Mad" Murdock，杜威特·舒茲飾演）所使用。
  - 1984年11月20日第3季第309集「真假天龍」（英語：Showdown!），由林奇上校（Colonel Lynch，威廉·勒金飾演）所使用。
- 1984年—：於所有季度中都有登場，鍍（英语：Electroless nickel plating）镍型由斯坦·斯維克特（Stan Switek，邁克爾·塔爾博特飾演）用作佩槍。
- 1986年—：1986年9月26日第1季第2集「錘子碰釘」（英語：Hammer Gets Nailed），原來由商店強盜（羅伯特·哈拉克飾演）所使用，後來被大榔頭（Sledge Hammer）所繳獲，並把它交給其搭檔朵莉·杜羅探員（Dori Doreau，安瑪麗·馬汀飾演）。
- 1984年—《法律與秩序》：1995年11月8日第6季第5集（播出順序為116集）「熱力追踪」（英語：Hot Pursuit），由犯罪嫌疑人被里昂·特拉普（Leon Trapp，Rusty De Wees飾演）所使用。
- 1999年—：1995年11月8日第1季第4集「梅多蘭茲」（英語：Meadowlands），由安東尼·「東尼」·沙普藍諾（Tony Soprano，詹姆士·甘多費尼飾演）拿出來檢查。
- 2002年—：2006年5月15日第4季第24集（播出順序為第96集）“橫衝直撞”（英語：Rampage），Mark III型由殺手所使用。
- 2002年—《極限權利系列》：由英國特種空勤團的隊員所使用。
- 2004年—：
  - 2009年10月21日第6季第5集（播出順序為122集）“戰鬥傷疤”（英語：Battle Scars），由一名強盜所使用。
  - 2010年3月3日第6季第16集（播出順序為133集）“不確定性規則”（英語：Uncertainty Rules），原本由暴徒所使用，後來被詹姆斯·羅伯茨（James Roberts，喬·列根飾演）所繳獲。
- 2006年—《南國警察》：2010年3月30日第2季第5集（播出順序為12集）“是什麼讓森美跑起來？”（英語：What Makes Sammy Run?），鍍金版為拉丁裔殺手收藏的鍍金武器。
- 2008年—《絕命毒師》：2013年9月8日第5季第13集（播出順序為59集）“To'hajiilee”，由“傑克叔叔”（"Uncle Jack"，邁克爾·鮑文飾演）所使用。
- 2008年—《末日之後》：由逃犯湯姆·普賴斯（Tom Price，馬克斯·比斯利飾演）所使用。
- 2009年—《一級軍火》（Ultimate Weapons）：與HK MP7作尺寸比較。
- 2010年—：2010年11月7日第1季第2集「膽識」（英語：Guts），鍍鉻型原本由梅爾·迪克森（Merle Dixon，米高·埃默森飾演）所使用，後來被主角副警長瑞克·格萊姆斯／紀力奇（明珠台譯名，Rick Grimes，安德魯·林肯飾演）所繳獲。
- 2012年—《拉斯维加斯往事》：
  - 2012年10月9日第1季第3集「所有閃光」（英語：All That Glitter），鍍鎳型由入室盜賊所使用。
  - 2012年10月23日第1季第4集「（三）合法」（英語：（Ill）Legitimate），鍍鎳型由刺客所使用。
  - 2012年10月30日第1季第5集「牢靠」（英語：Solid Citizens），鍍鎳型由瓊斯（Jones，戴蒙·哈奴曼飾演）所使用。
  - 2012年11月13日第1季第6集「真實的東西」（英語：The Real Thing），由維克·博雷利（Vic Borelli，喬·薩巴蒂諾飾演）所使用。
- 2014年—《警界線》：由方藻晴（蔣祖曼飾演）用以槍殺張軍。
- 2024年—  動作驚悚影集《豺狼之日》（The Day of the Jackal ）第一季第二集，由 《愛的萬物論》艾迪瑞德曼（Eddie Redmayne）飾演頂尖殺手！型號為Mark III型，裝上消音器 °

### 電子遊戲
- 1996年—：兩把不鏽鋼型由蘿拉·卡芙特所使用。
- 1997年—《II》：兩把不鏽鋼型由蘿拉·卡芙特所使用。
- 1998年—：型號為Mark III型，由克萊兒和艾達所使用。
- 2001年—
- 2005年—《真實計劃》：2012年10月6日釋出的“福克蘭群島”版本，由阿根廷軍隊和1980年代的英軍用作佩槍，英軍方面命名為「L9A1」，阿根廷軍隊方面命名為「73型」。
- 2007年—：型號為Mark III型，命名為“HPSS-1m”。
- 2008年—：型號為Mark III型，命名為“HPSS-1m”。
- 2009年—：型號為Mark III型，由克萊兒所使用。
- 2010年—：命名為「9毫米手槍」，可改裝為延長彈匣以增加容量和裝上瞄準鏡；另外有一個獨特的版本，裝上聖母瓜達盧佩畫像的珍珠握把和雕刻的鍍（英语：Electroless nickel plating）镍型，命名為「瑪麗亞」（西班牙語：Maria），由班尼所使用。
- 2010年—《黑色洛城》：由科爾·菲爾普斯所使用，先後使用鍍鎳型和烤藍型。
- 2012年—《战争前线》：型號為Mark III型，命名為“Browning Hi-power”，作為初始副武器，只能改裝枪口配件（通用消音器）。
- 2012年—：型號為P35，命名為「Browning HP」，以10發彈匣（可使用改裝：延長彈匣增至13發）供彈，初始攜彈量為90發，最高攜彈量為200發。僅在戰役模式之中登場，於弗蘭克·伍茲（Frank Woods）的回憶关卡中出現，並且由巴拿馬國防軍、安哥拉人民解放运动、爭取安哥拉徹底獨立全國聯盟、中央情報局特別活動部成員弗蘭克·伍茲（Frank Woods）、亞歷克斯·梅森（Alex Mason）、梅南德斯·卡特爾（Menendez Cartels）等多個陣營和角色所使用，並於玩家完成“舊傷”（Old Wounds）關卡以後解鎖。能夠使用延長彈匣和抑制器。
- 2015年—《小隊（英语：Squad (video game)）》：型號為Mark III型，命名為“Hi-Power Pistol”，可由加拿大軍隊大部份職階所使用。
- 2015年—：為加拿大英格利斯公司的授權生產型，命名為「MK1 9mm」，由第二聯合特遣部隊幹員所使用。
- 2017年—《風起雲湧2：越南（英语：Rising Storm 2: Vietnam）》：由澳洲軍陣營所使用。
- 2018年—《叛亂：沙漠風暴》：命名為“BROWNING HP”，叛軍陣營手槍。
- 2019年—《重製版》：命名為“JMB Hp3”。已配備上激光瞄準器。
- 2019年—《明日方舟》：來自《虹彩六號：圍攻行動》的特種幹員Frost平時使用英格利斯公司的授權生產型（即MK1 9MM手槍）。
- 2021年—《應徵入伍》：命名為勃朗寧大威力。

### 動畫
- 1988年—《OVA》：由恐怖分子所使用。
- 1996年—《機動新世紀GUNDAM X》：型號為Mark III型，由多個角色所使用。
- 1997年—《新世紀福音戰士劇場版：Air/真心為你》：型號為英格利斯版，由日本戰略自衛隊特種部隊隊員用於入侵NERV地底都市。
- 1998年—《星際牛仔》：由多個角色所使用。
- 2001年—《NOIR》
- 2002年—：由哥倫比亞黑幫成員所使用。
- 2004年—《MONSTER》：由羅伯特的手下所使用，其中一把被妮娜·弗多拿／安娜·利貝爾（ニナ・フォルトナー／アンナ・リーベルト，聲優：能登麻美子）所奪取。
- 2005年—《血戰》：由神秘組織「紅盾」成員羅傑斯所使用。
- 2006年—：可可送了一把Mark III型給優拿（ヨナ，Jonah，聲優：田村睦心（電視動畫））使用。
- 2007年—《鬼面騎士》：型號為Mark III型，由禦子神隼人（聲優：保村真）所使用。
- 2009年—《RIDEBACK》：型號為Mark III型，由岡倉天司郎（おかくら てんしろう，聲優：小山力也）所使用。
- 2009年—：由宗像形（むなか たけい）所使用。
- 2009年—《名偵探柯南：漆黑的追跡者》：在柯南的夢中，Mark III型由黑暗组织成員Vodka（ウォッカ，伏特加，聲優：立木文彦）所使用。
- 2009年—《魍魎游擊隊》
- 2010年—《Angel Beats!》：由TK（聲優：Michael Rivas）所使用。
- 2010年—《玩伴貓耳娘》：型號為Mark III型，由雙葉葵（ふたば あおい，聲優：花澤香菜）所使用。

### 輕小說
- 2008年—《莉莉亞與特雷茲》：第VI卷「我的王子大人<下>」，由特拉伐斯少校（トラヴァス）和其同志所使用。
- 2008年—《緋彈的亞莉亞》：第十二卷「灑落狼犬之雪」（日語：狼狗に降る雪），由望月萌（もちづきもえ）用以挾持鏡高菊代（かがたか きくよ）。

## 圖集

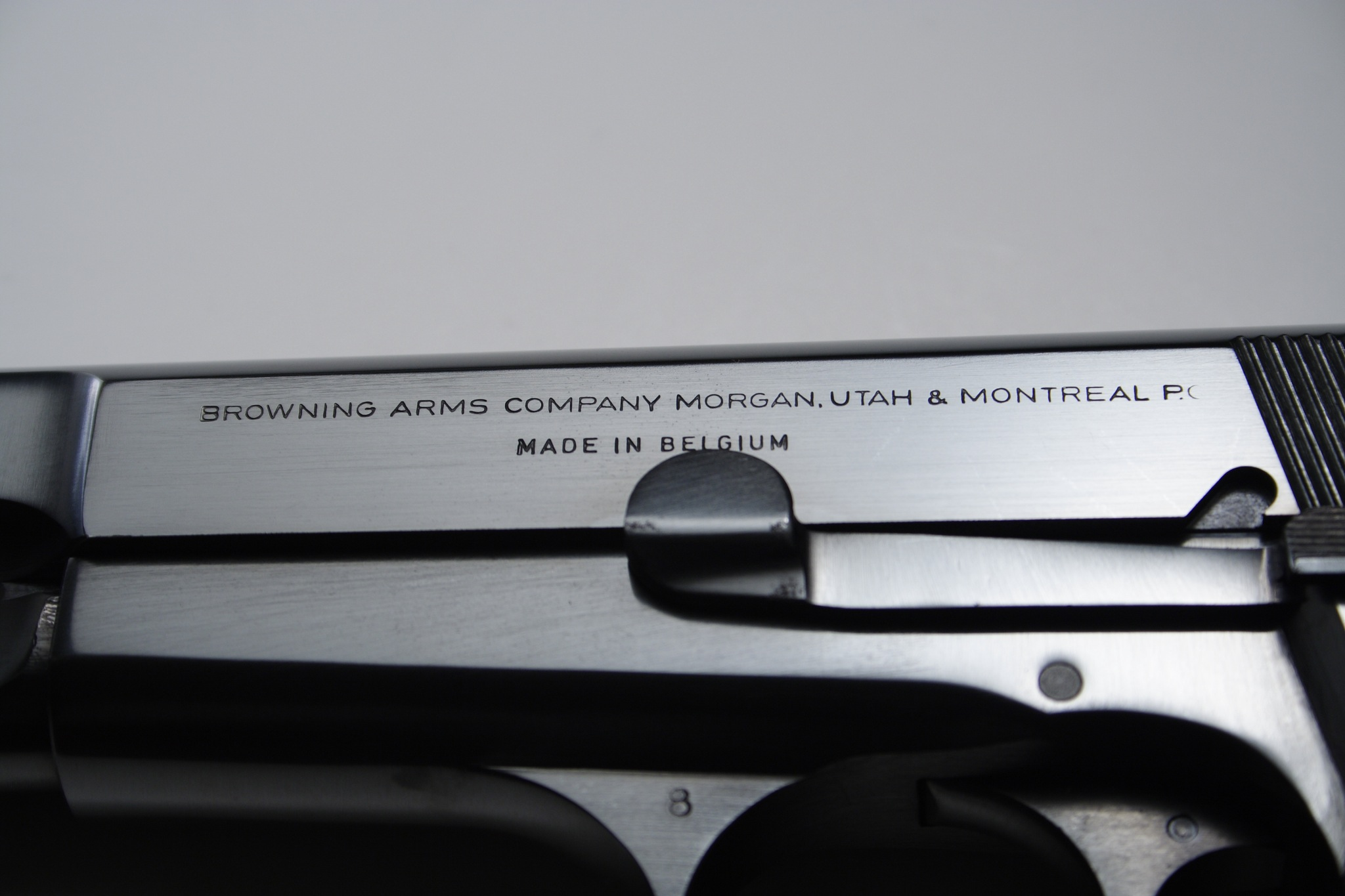
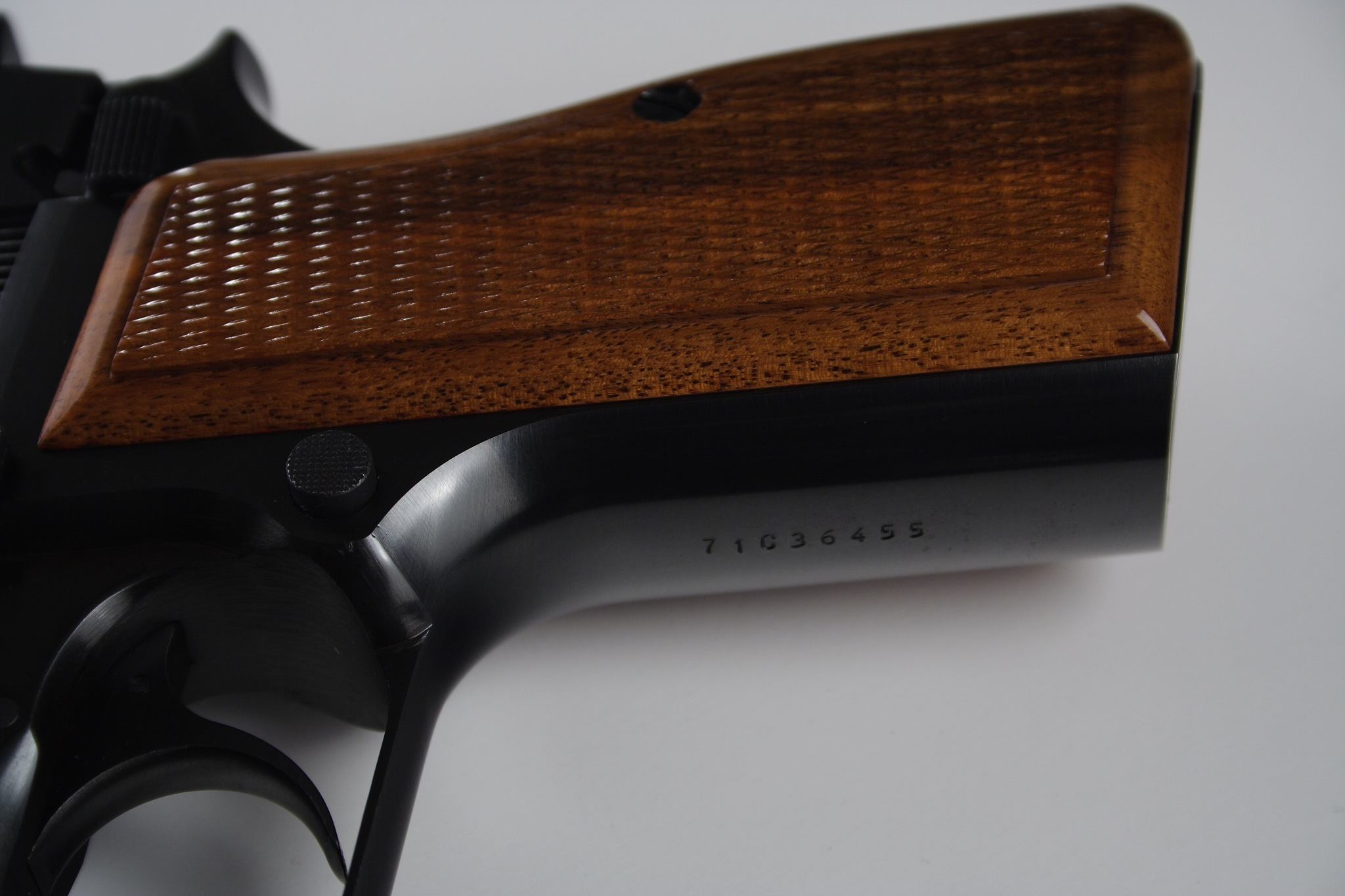
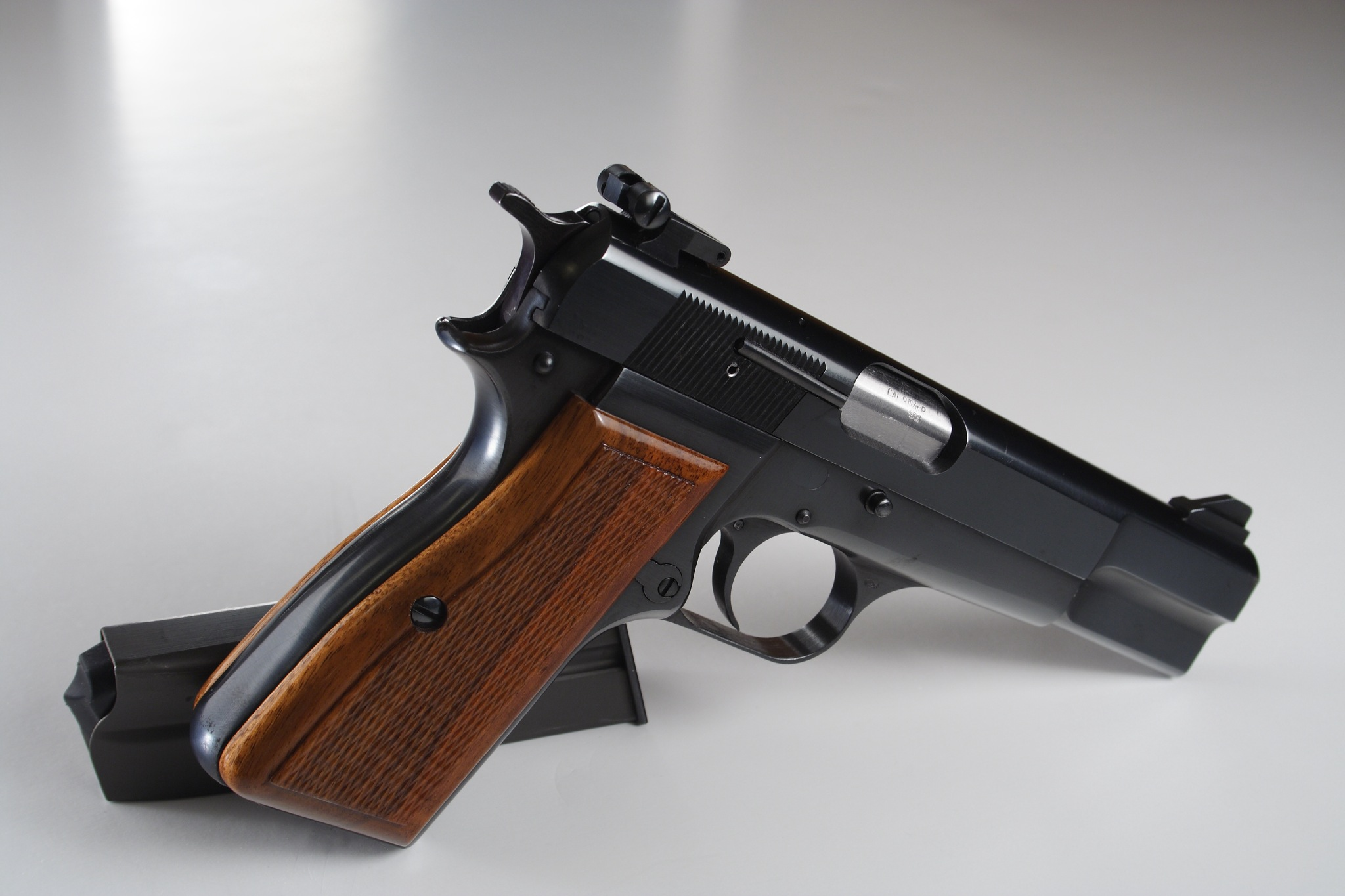
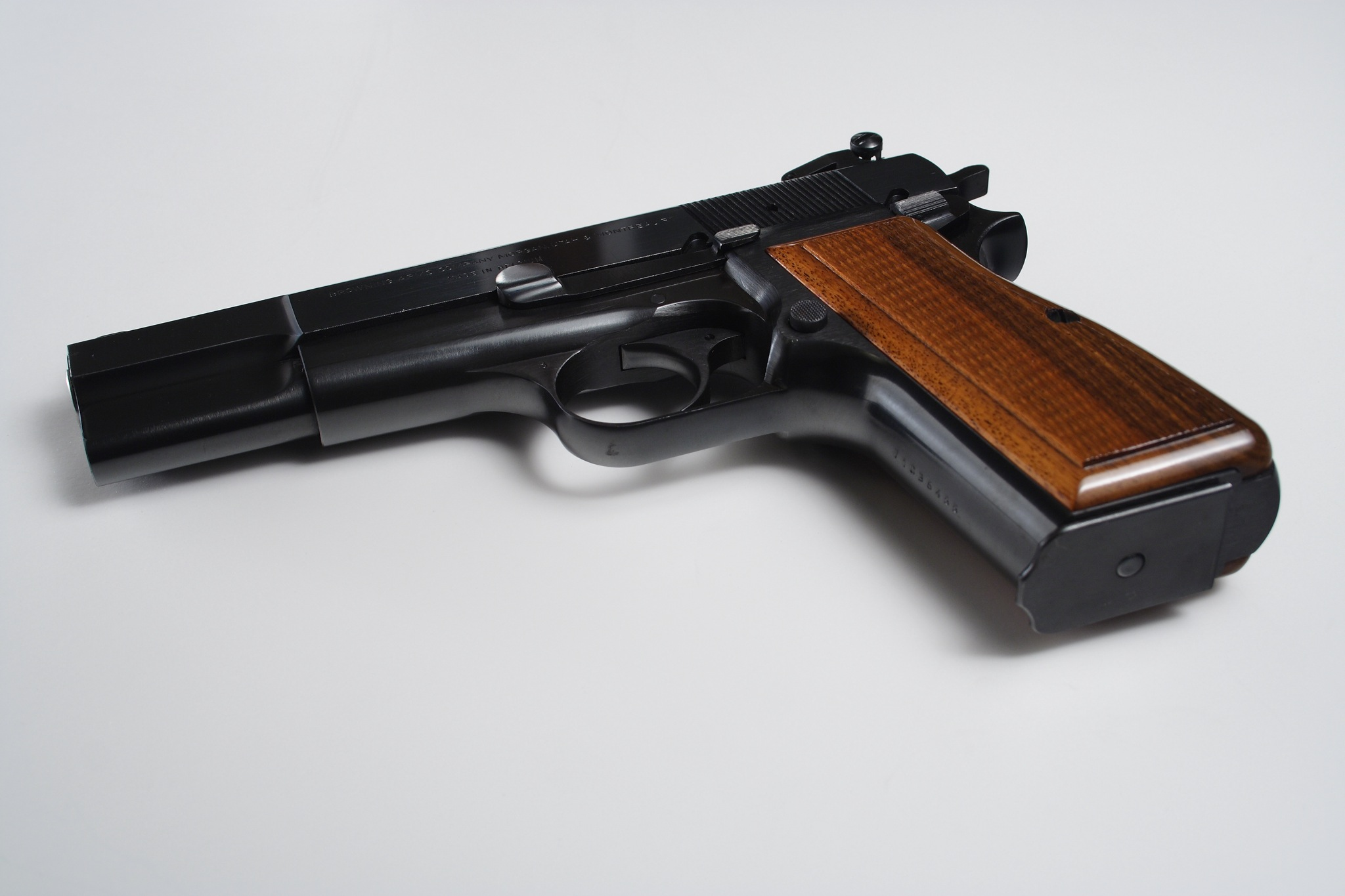
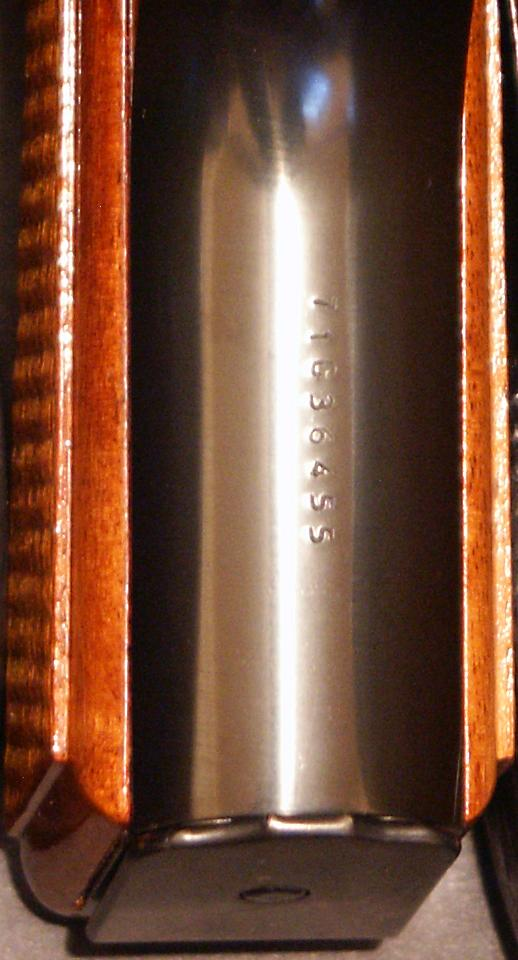
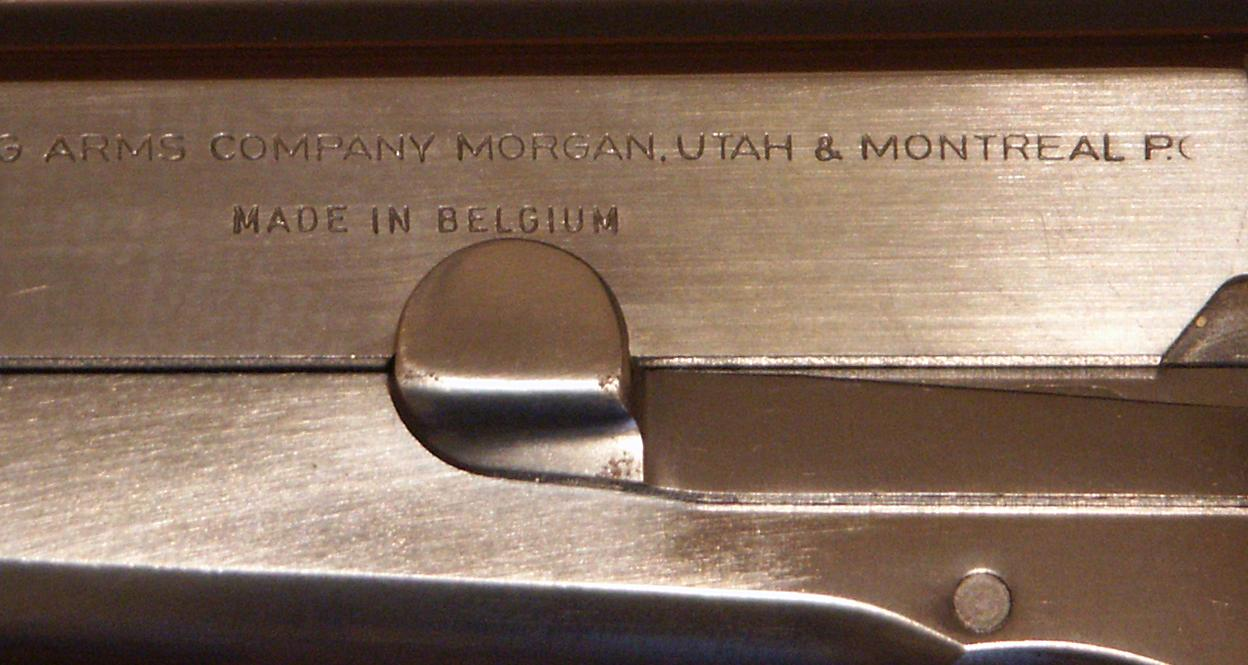
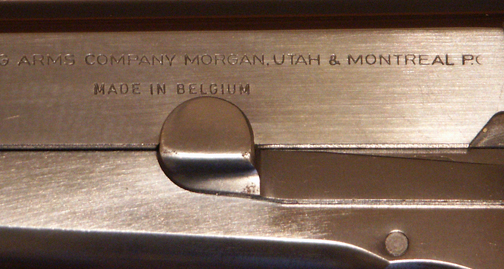
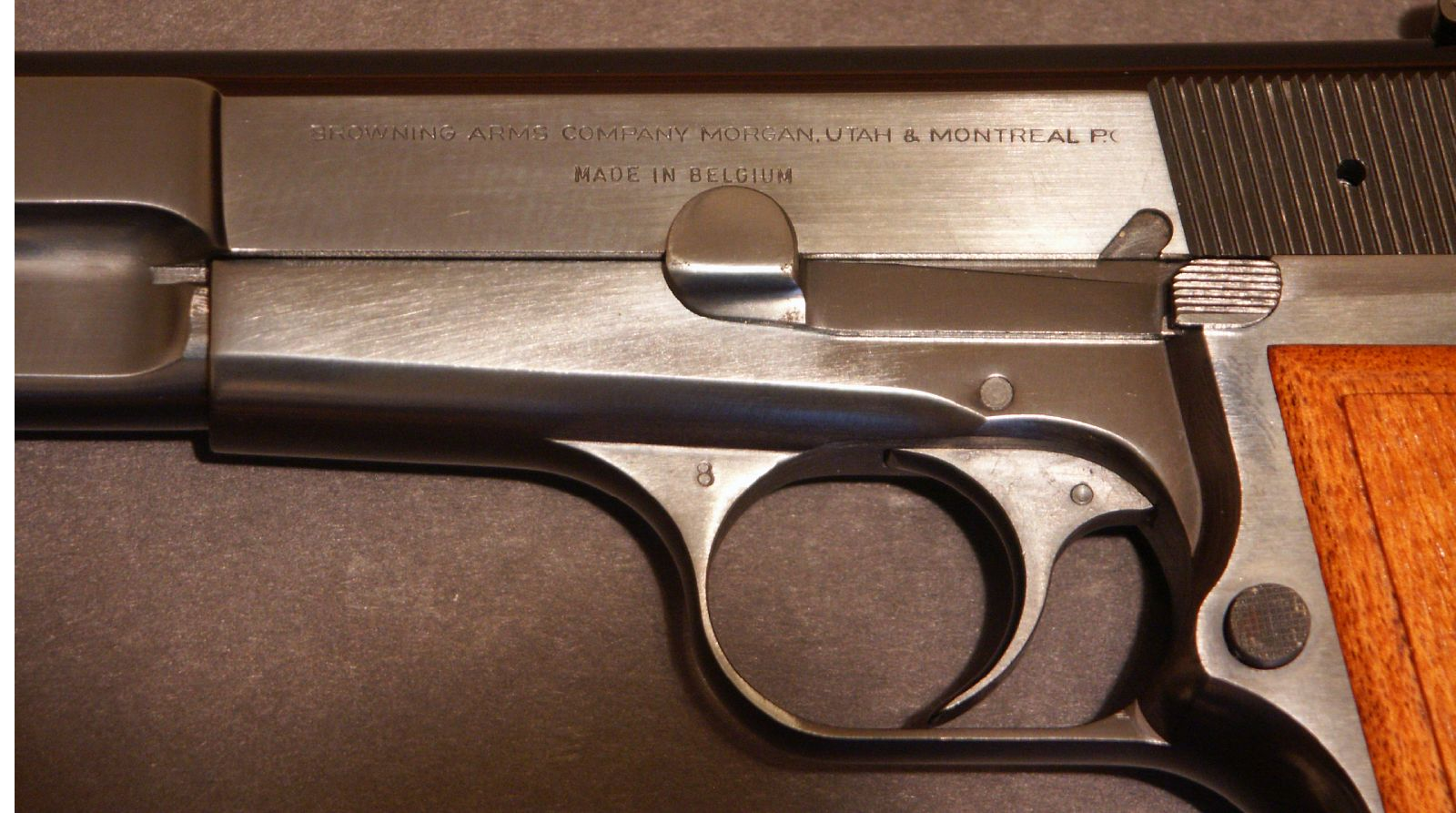
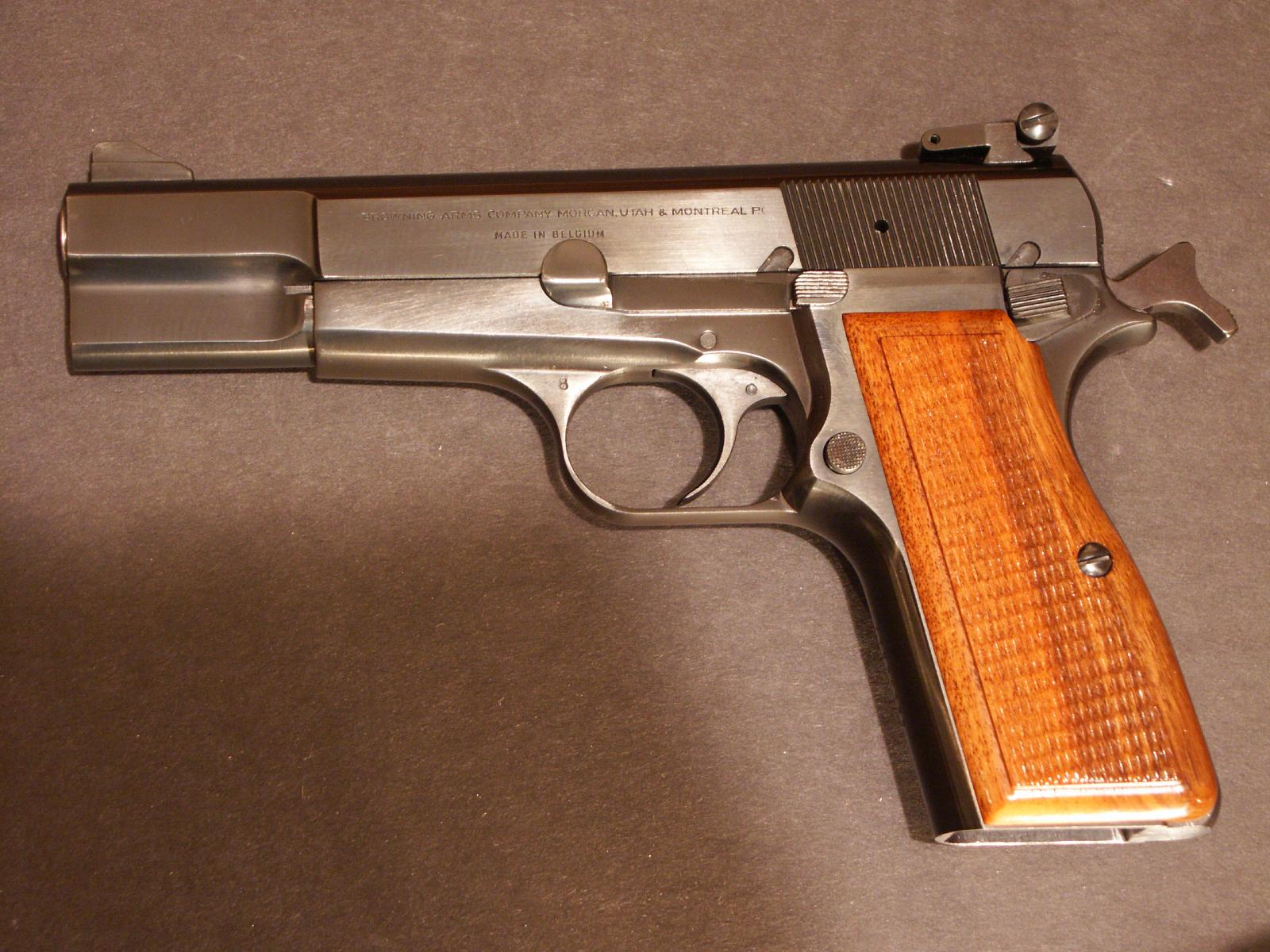
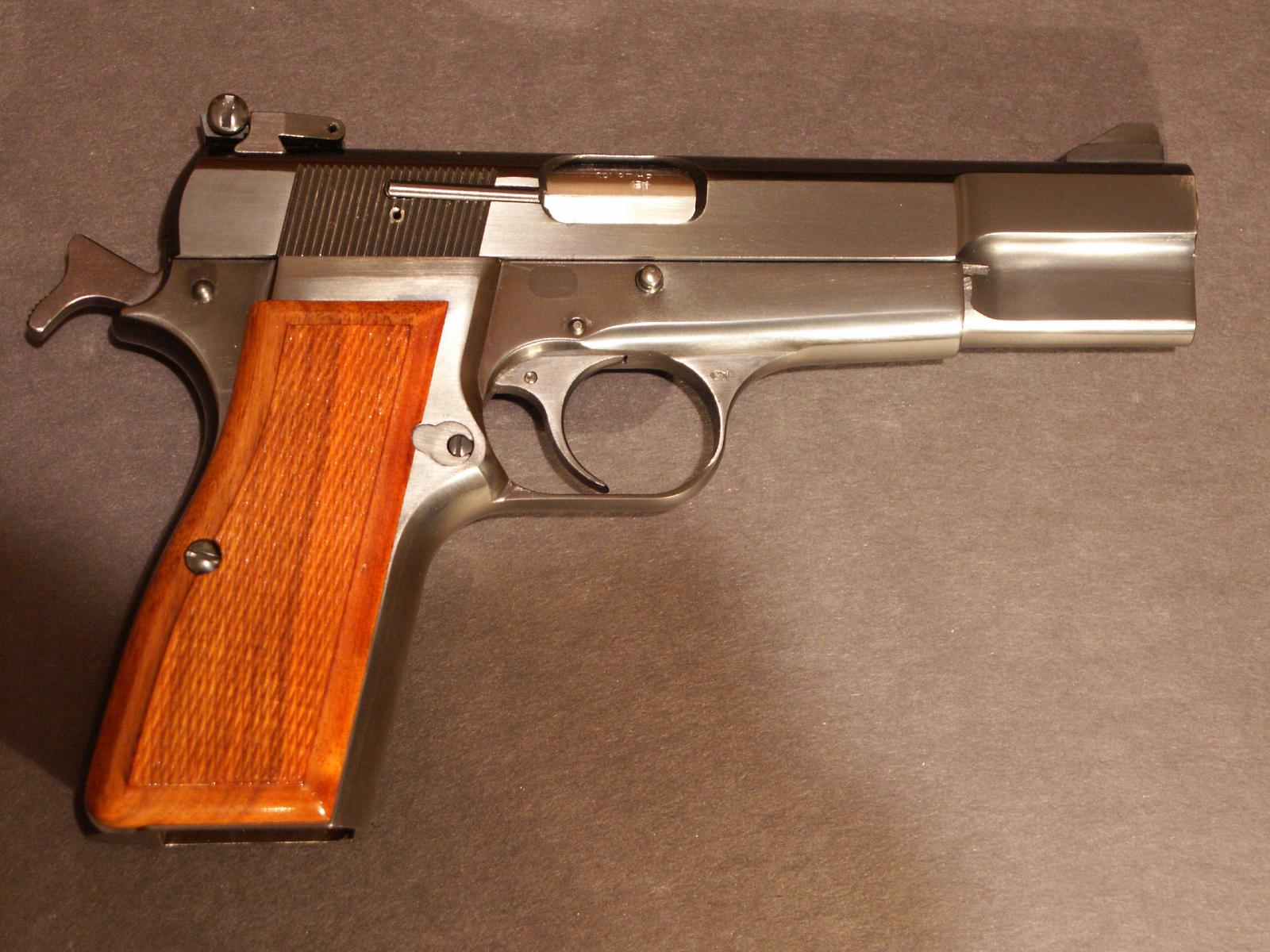
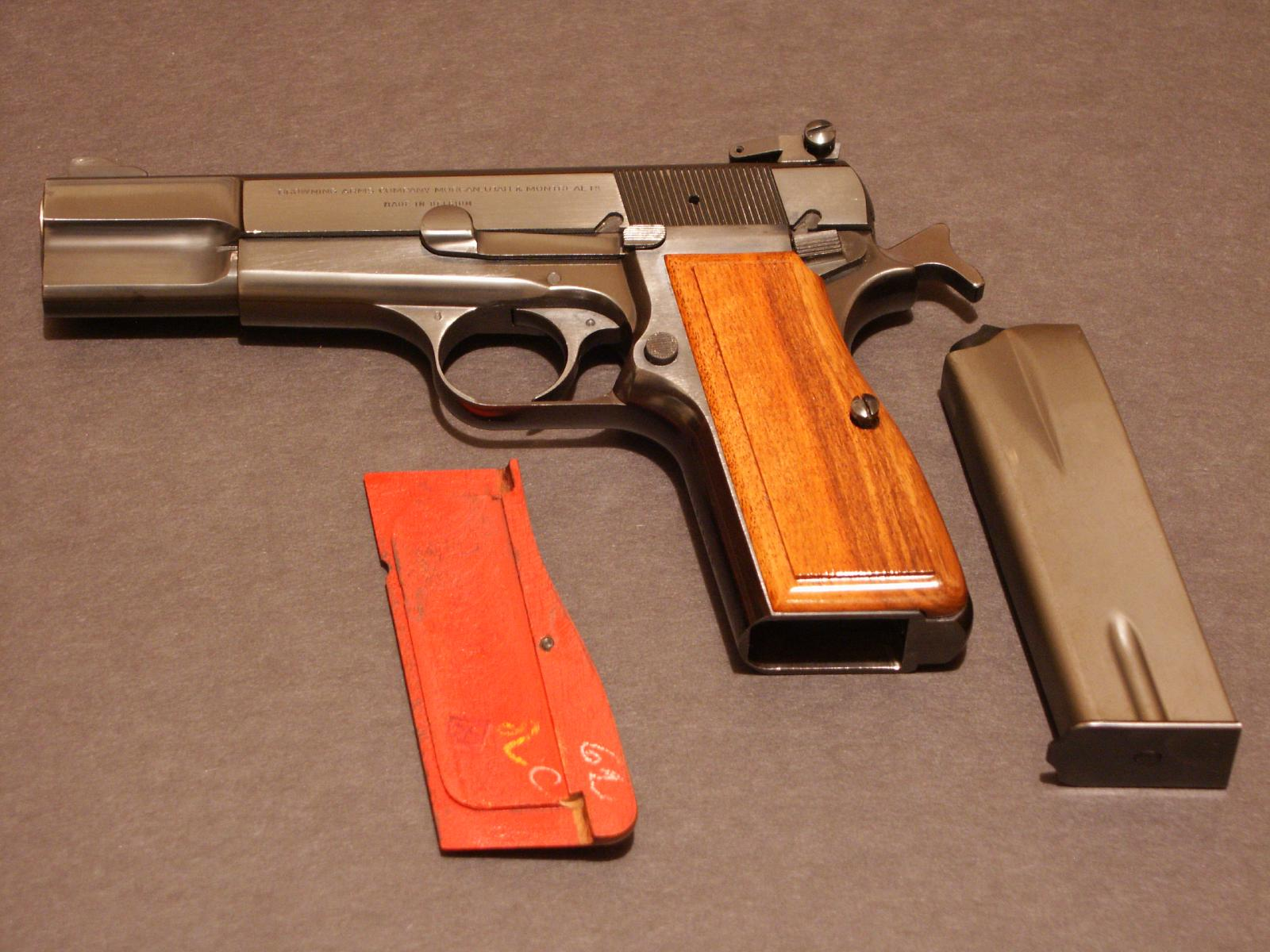
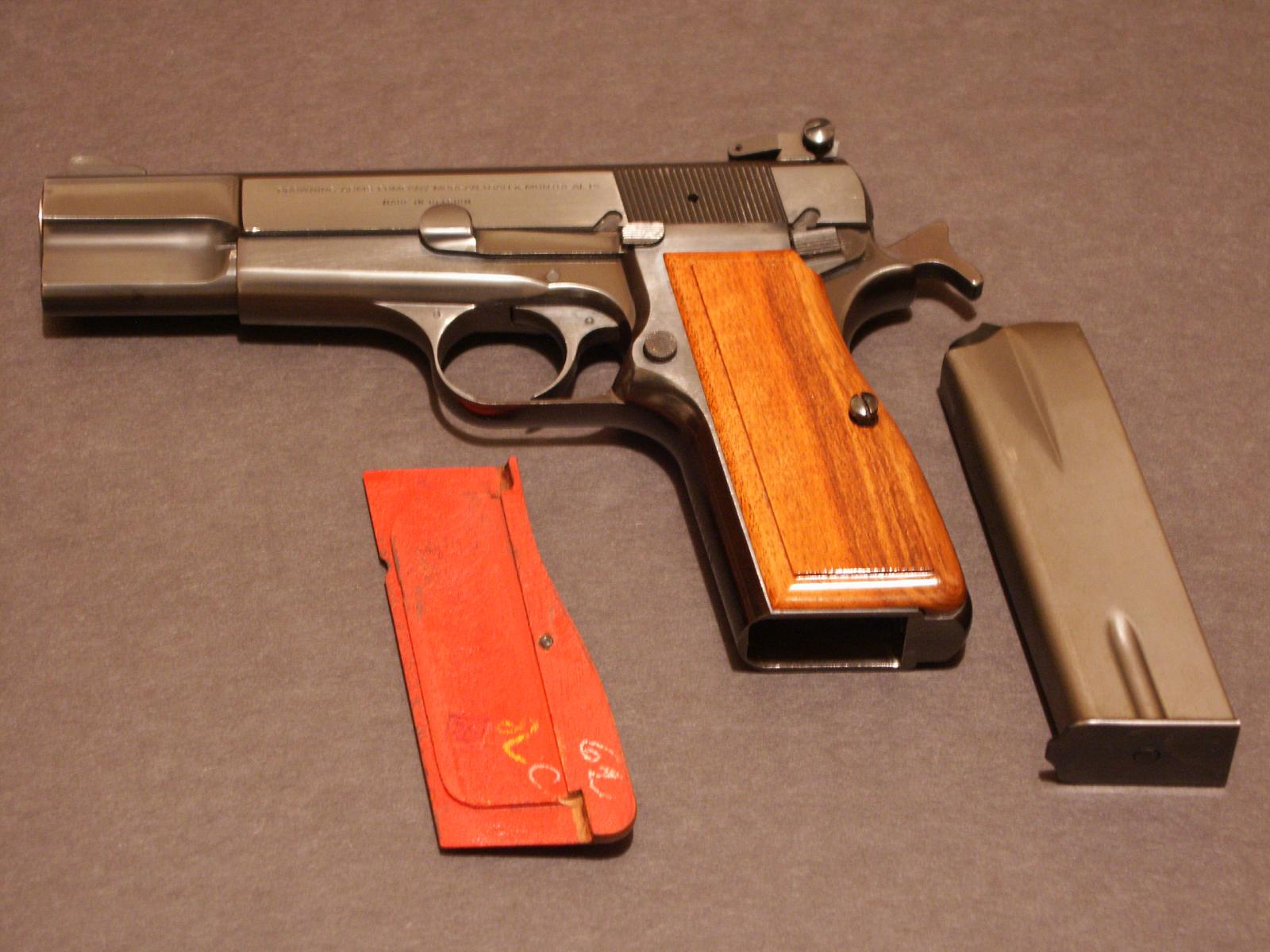
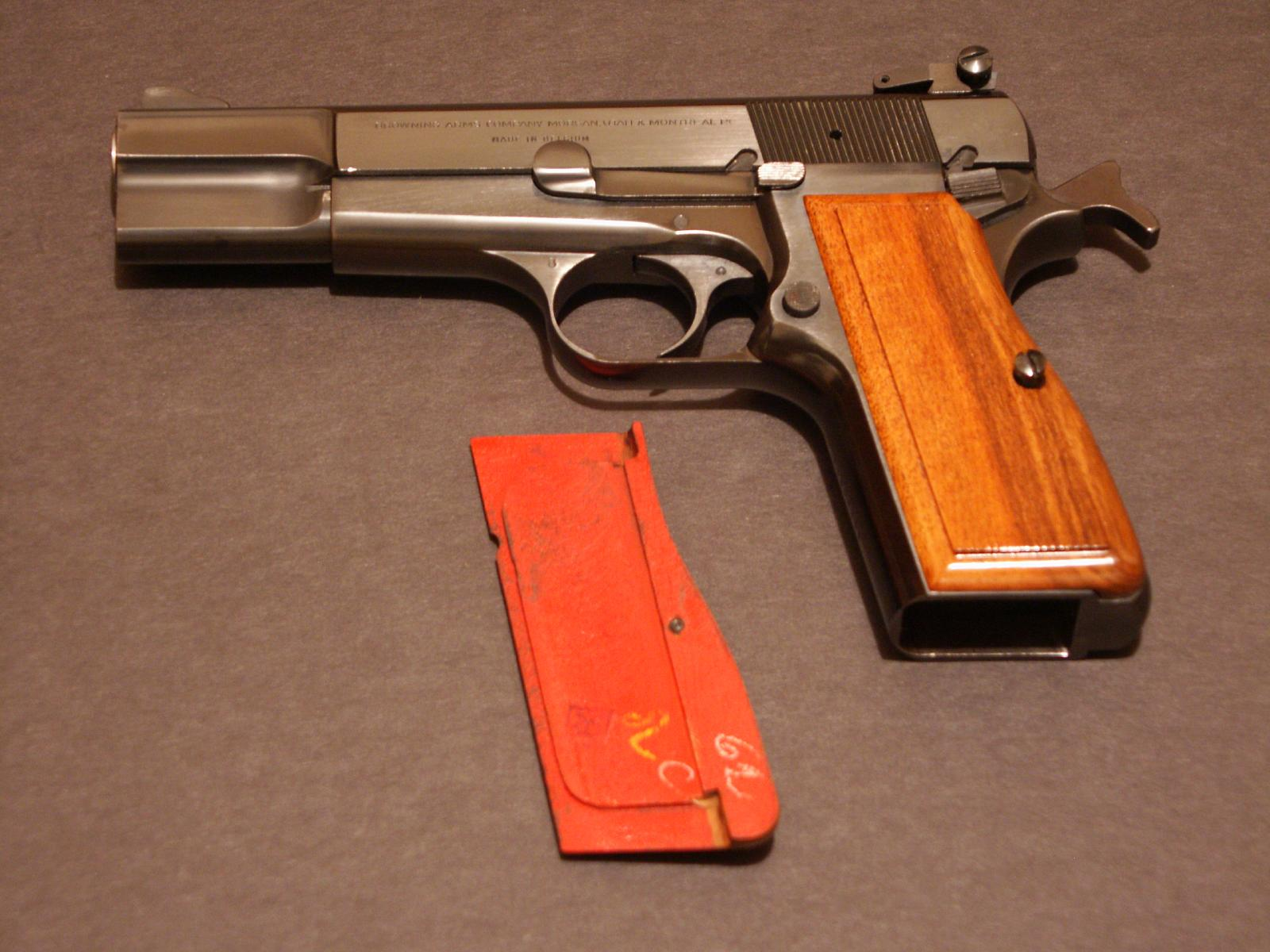
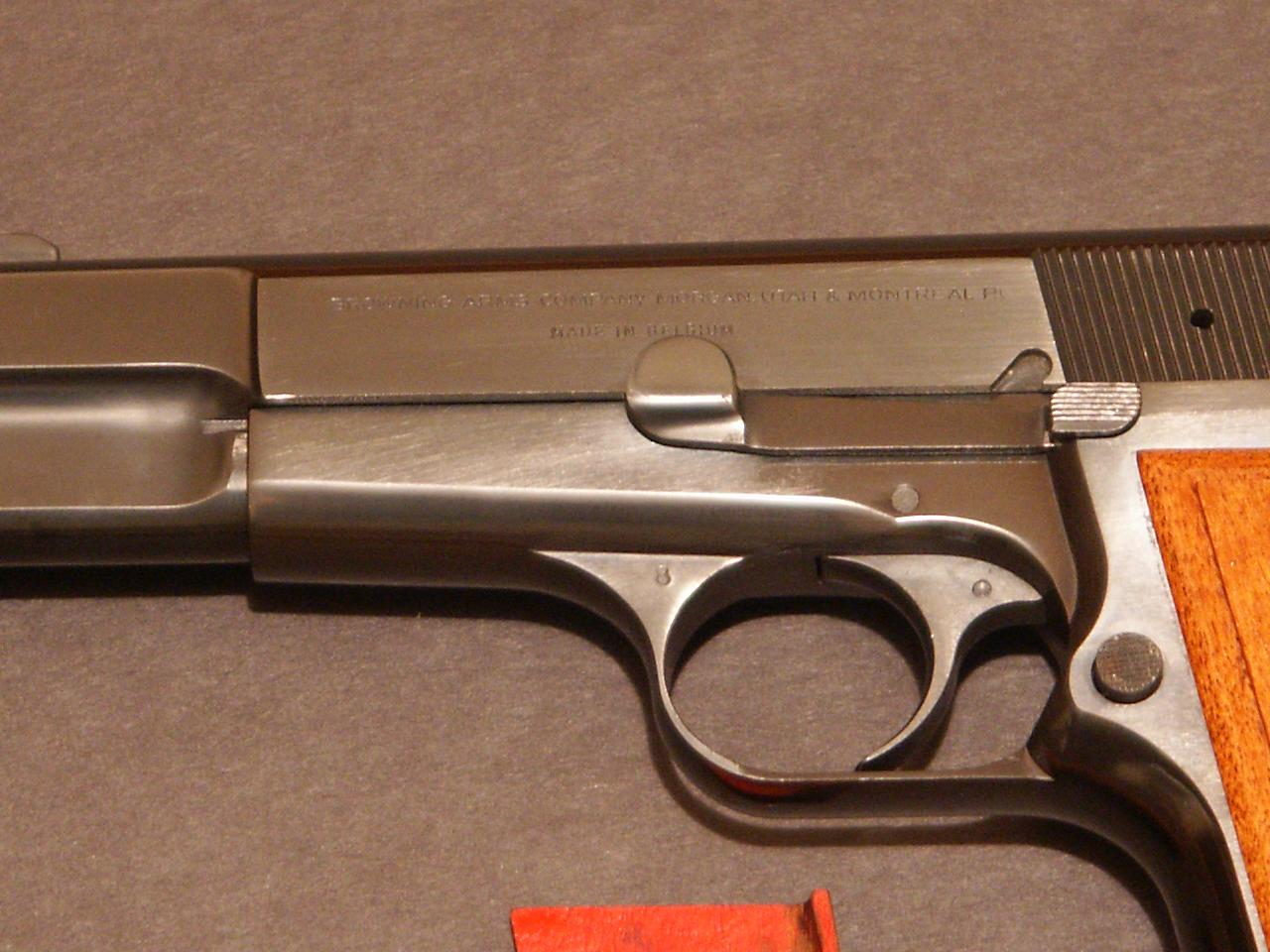
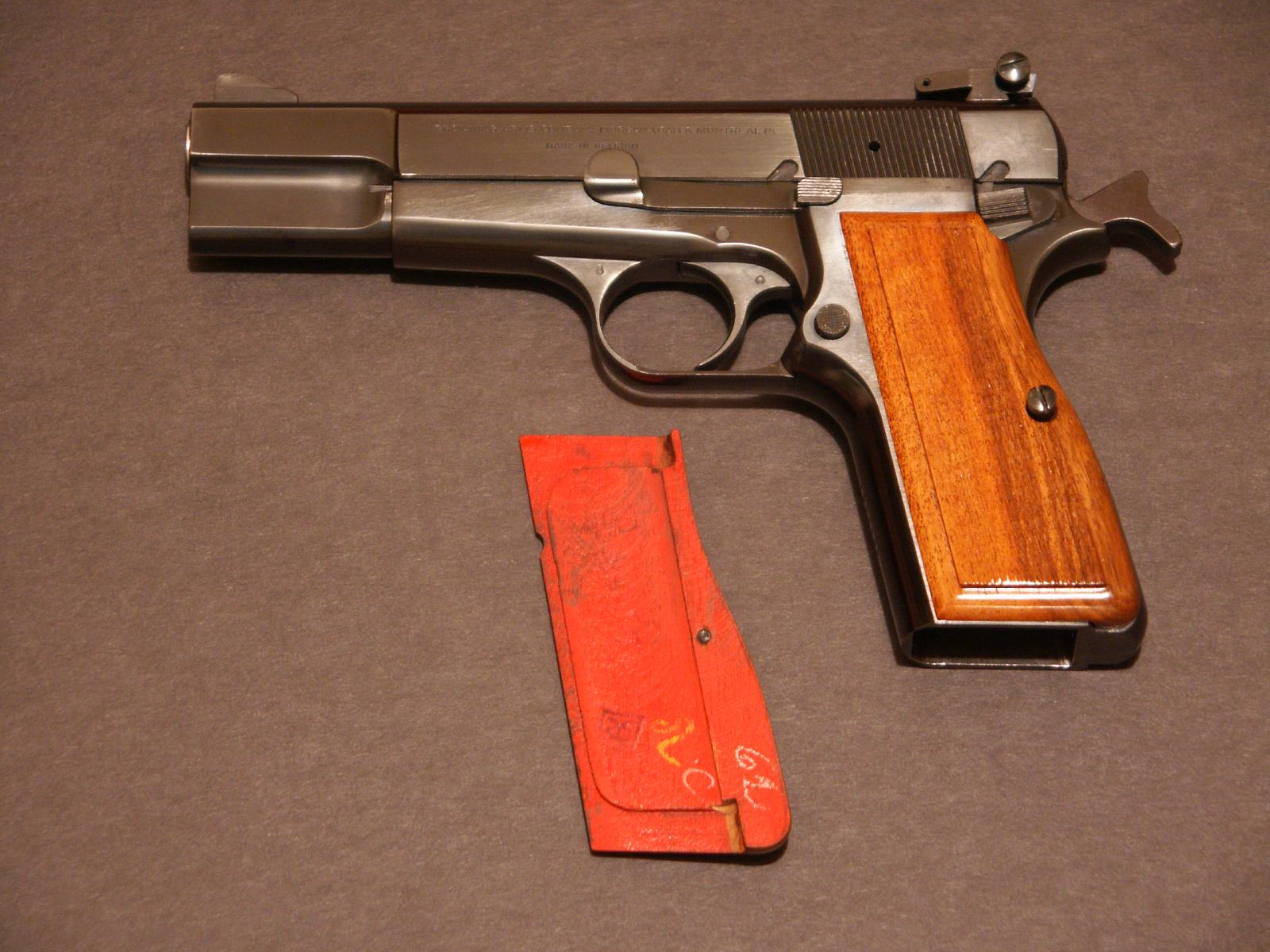
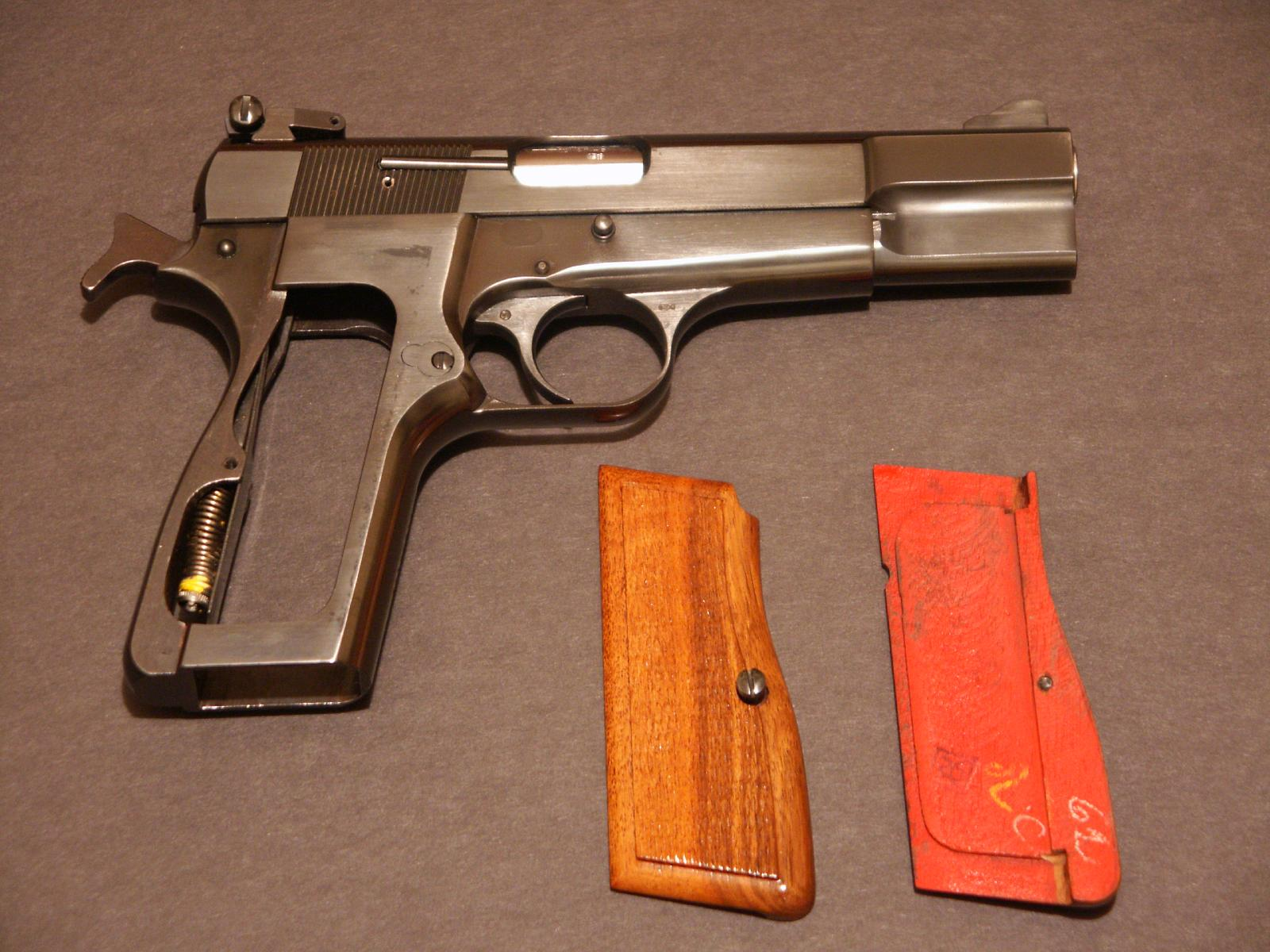
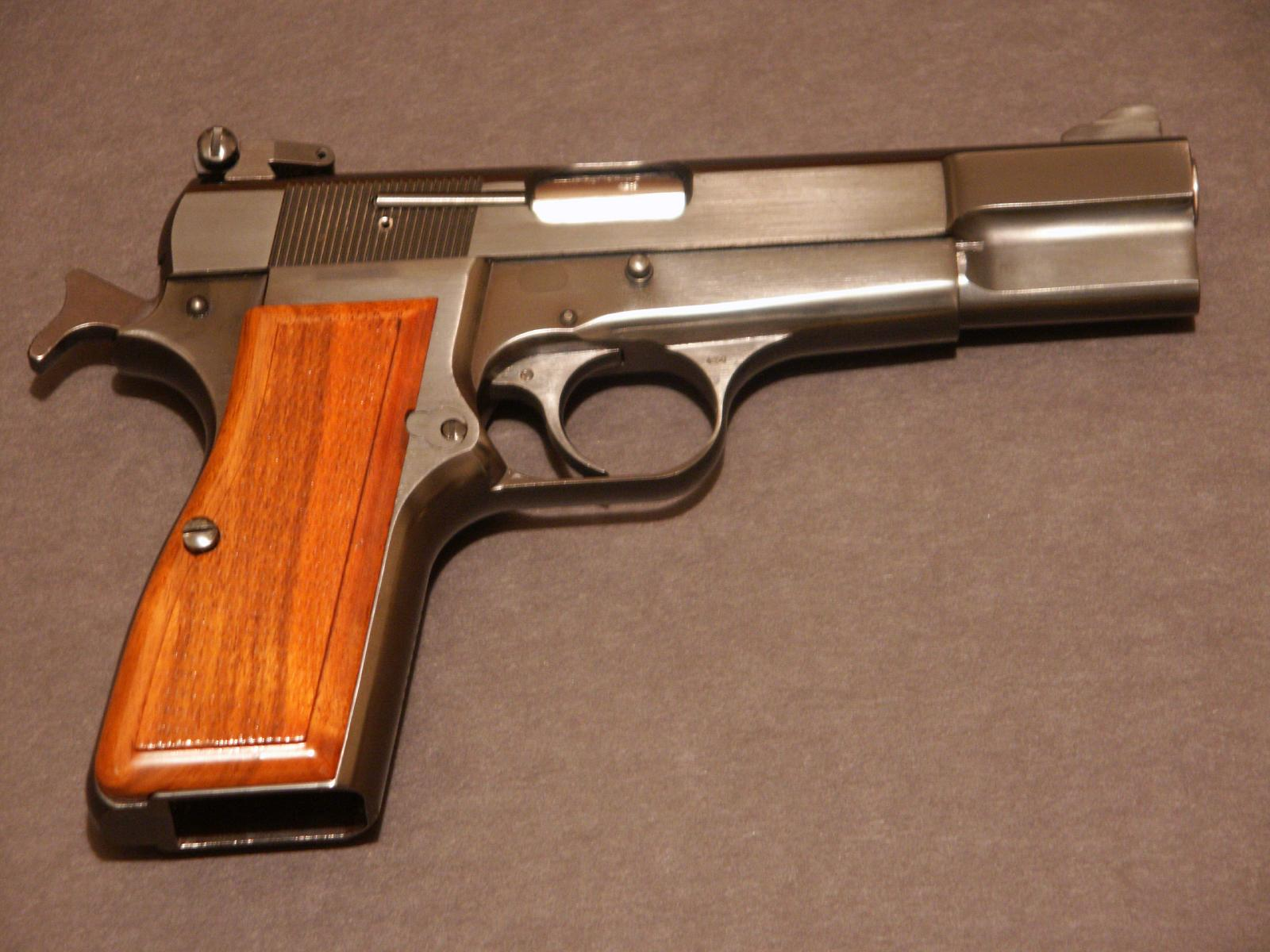
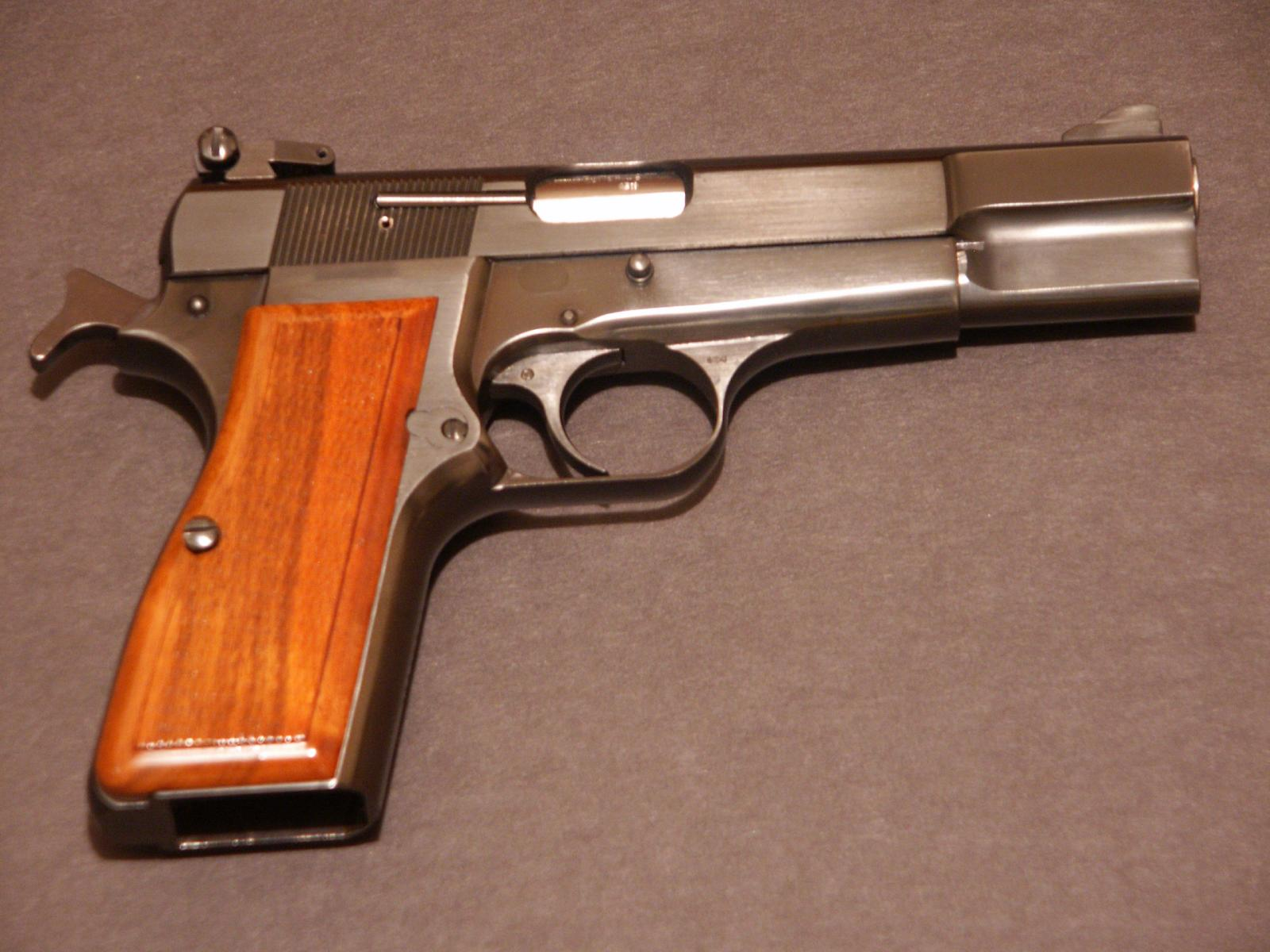
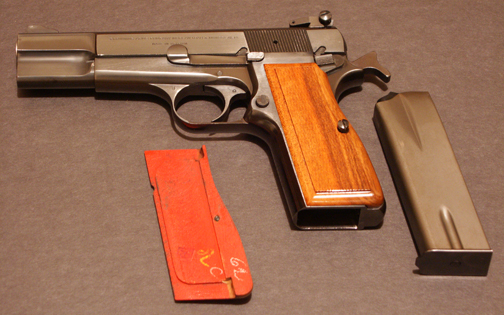
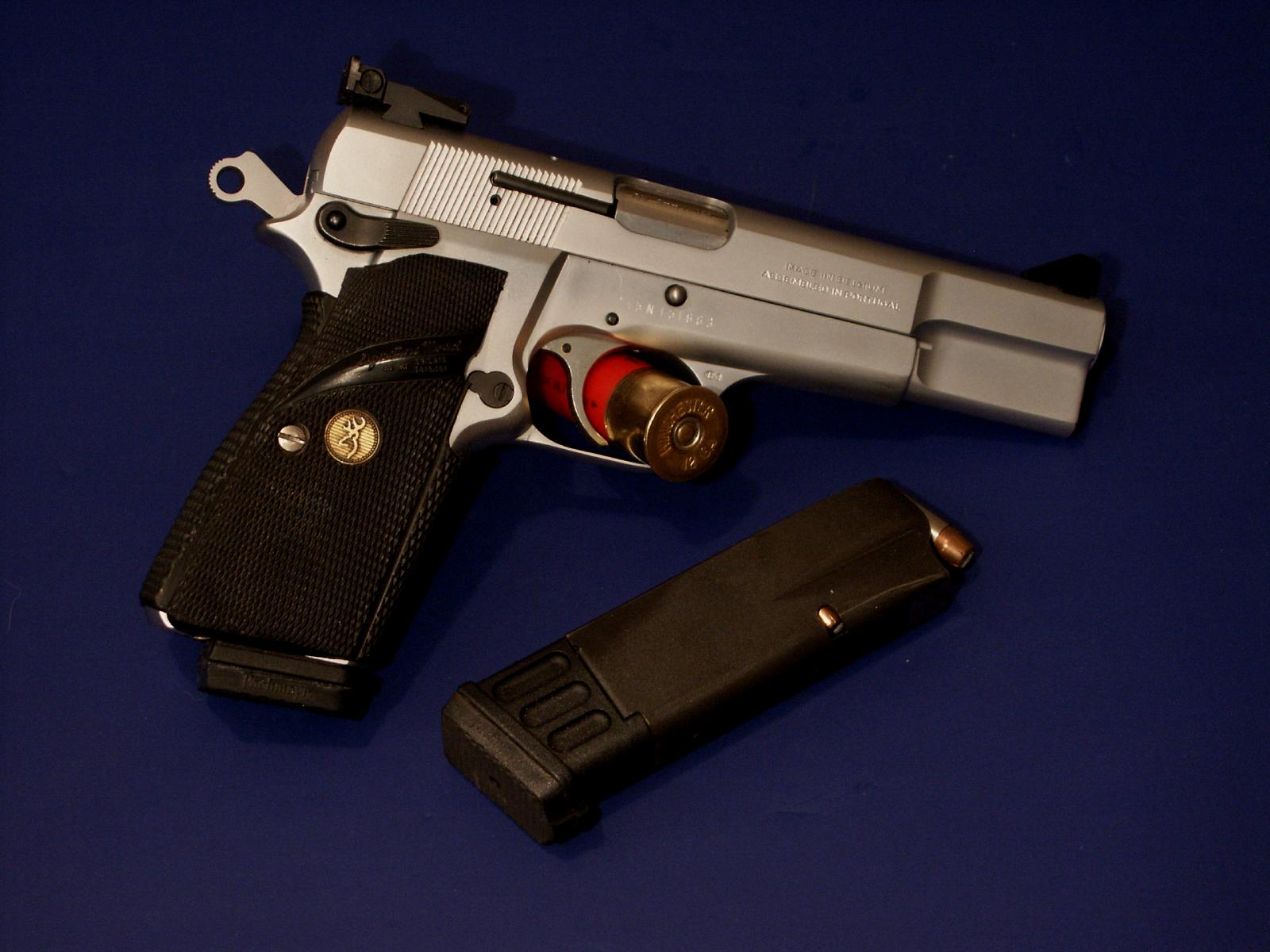
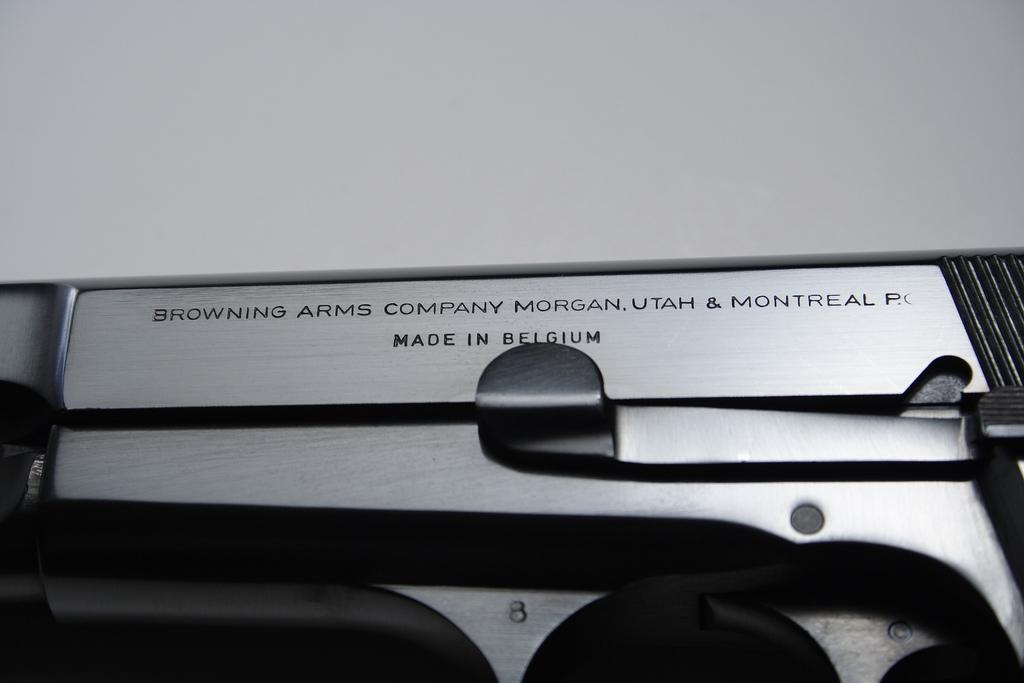
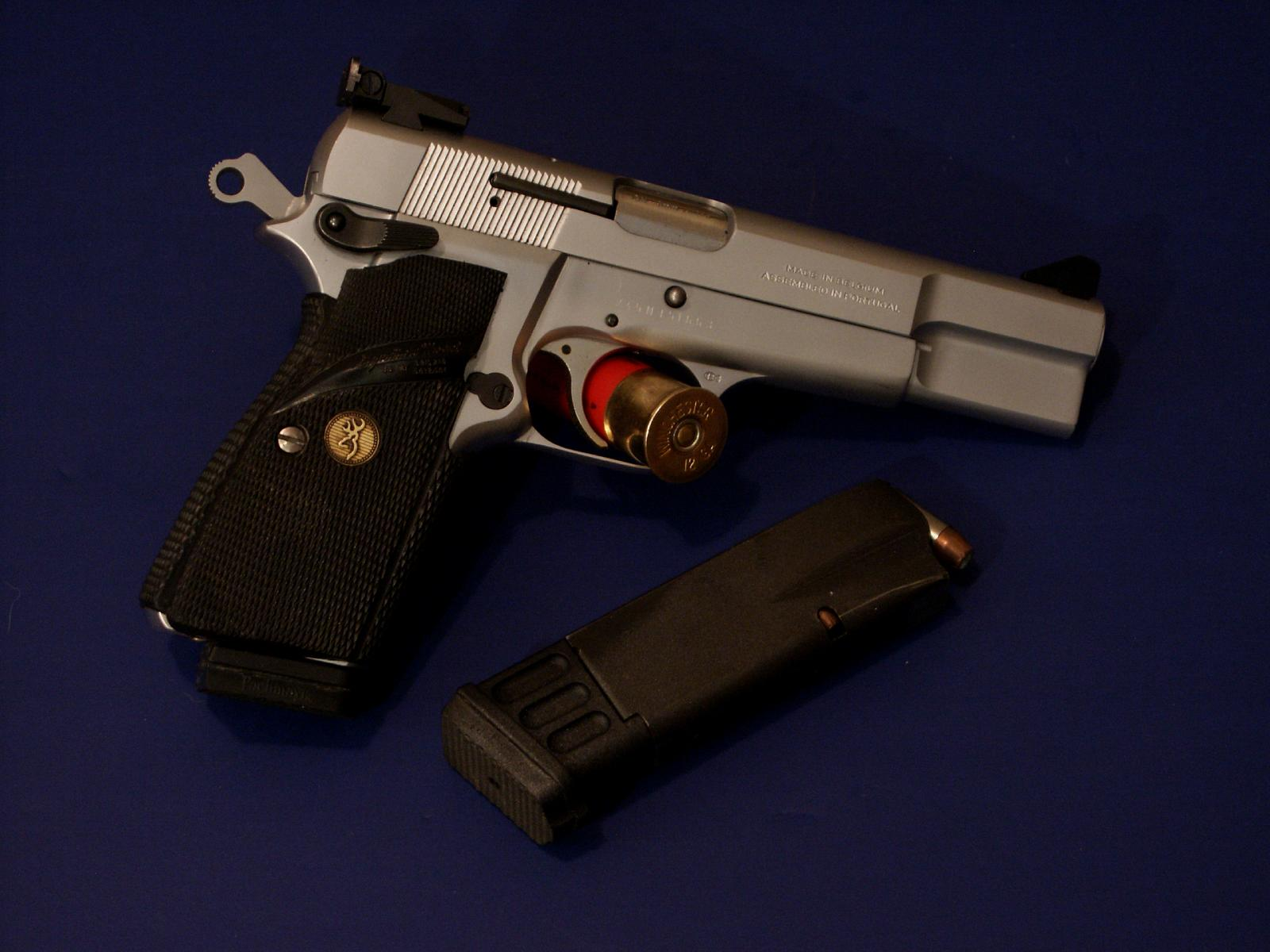
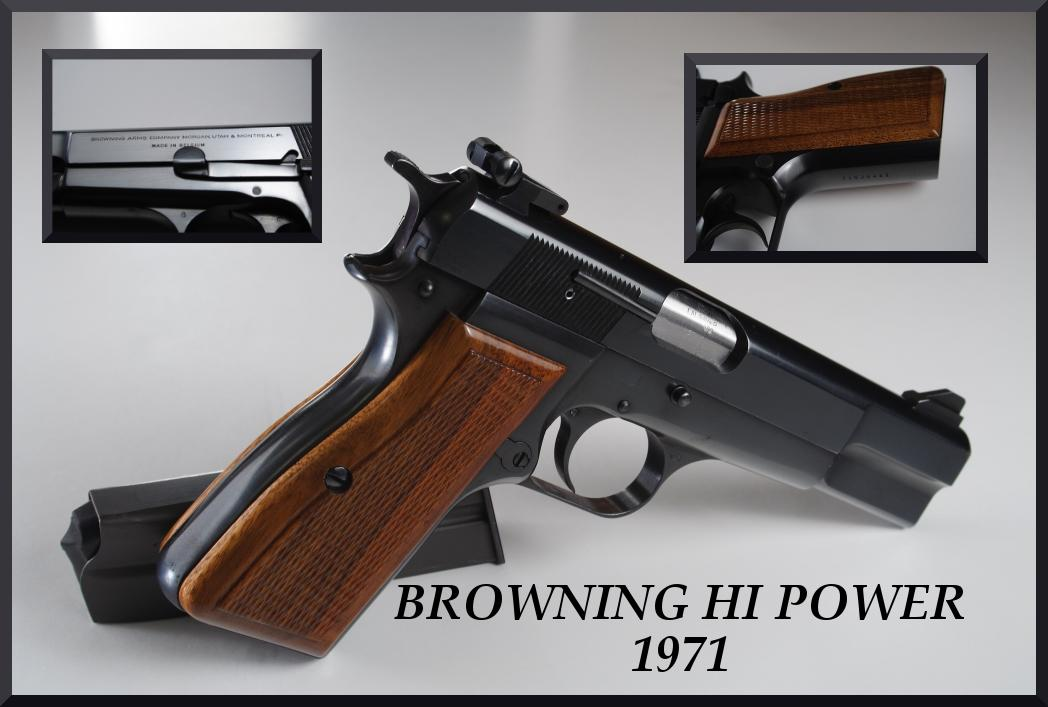
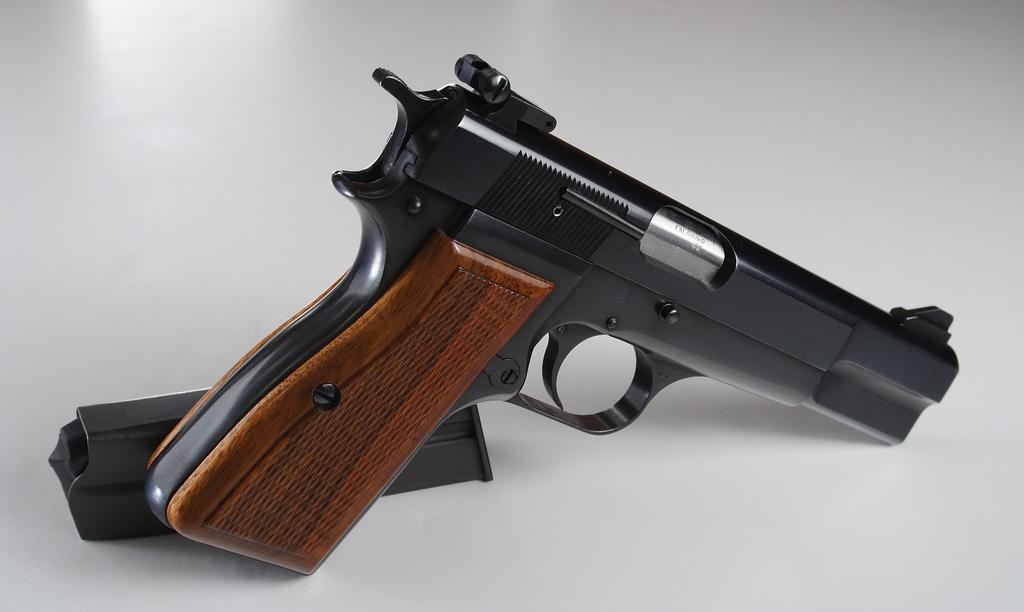
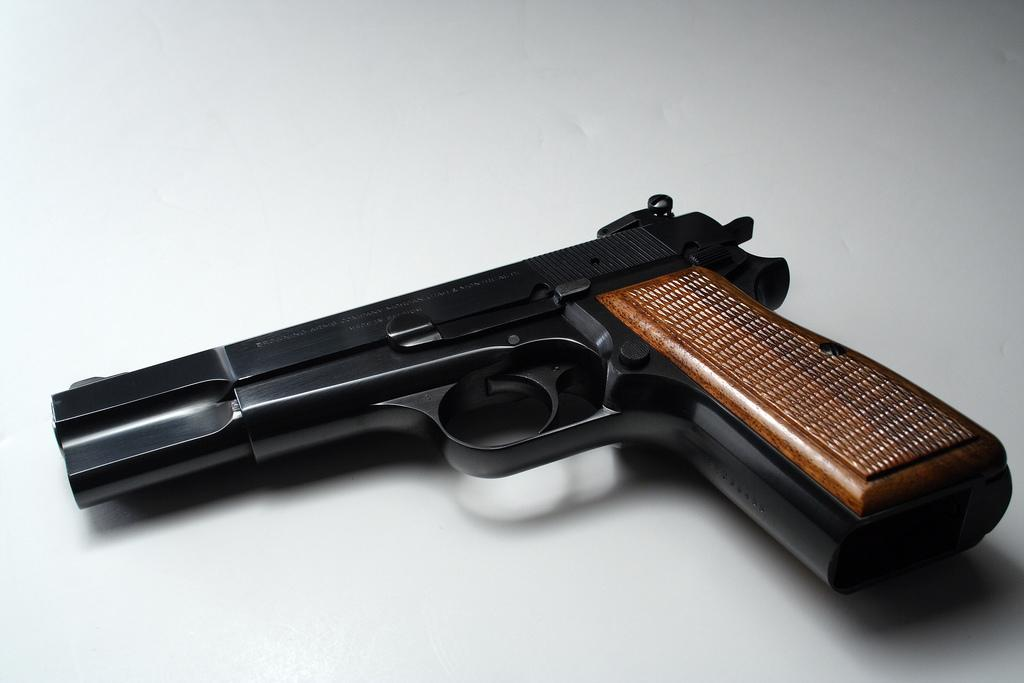
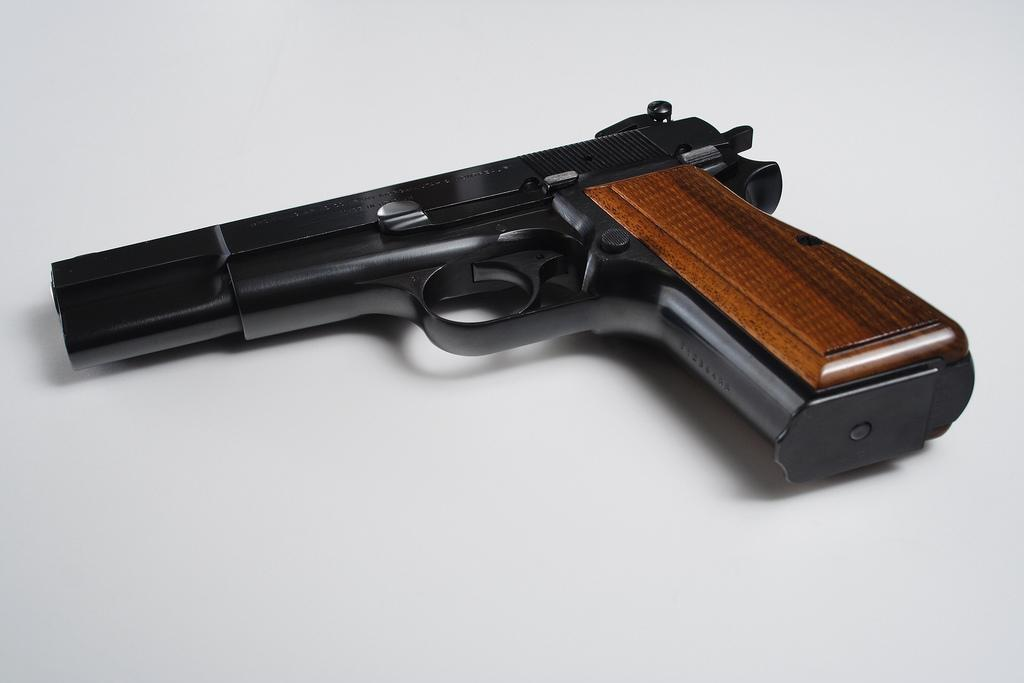
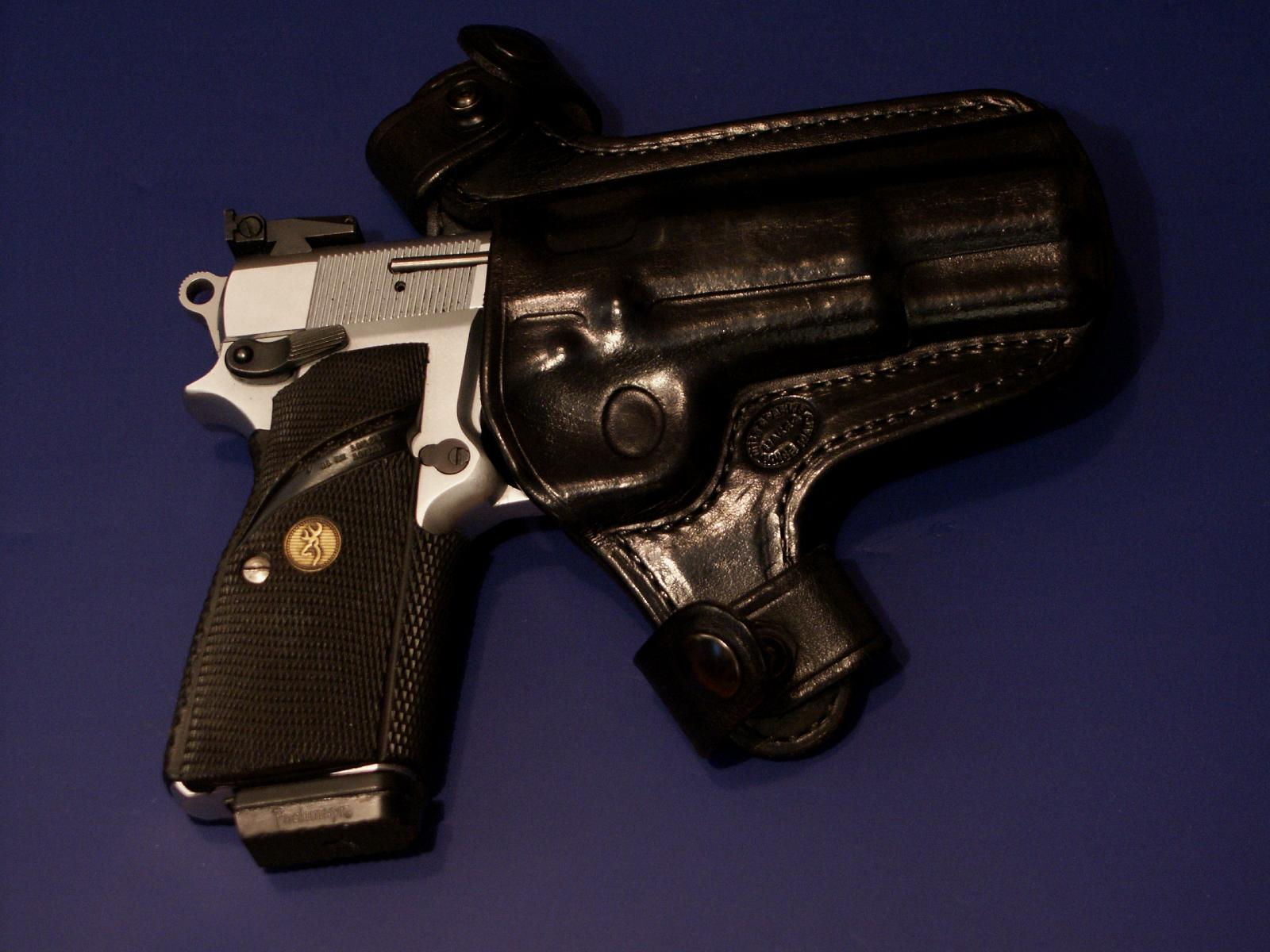

## 資料來源
1. 1 2 3 4 5 6 7 8 9 10 11  Miller, David (2001). The Illustrated Directory of 20th Century Guns. Salamander Books Ltd. ISBN 1-84065-245-4.
2. 1 2  .   [2023-11-16]. （原始内容存档于2023-12-11）.
3. ↑  . FN Herstal.   [2010-06-24]. （原始内容存档于2011-09-27）.
4. ↑  Gangarosa, Gene Jr.（1999）. FN...Browning: Armorer to the World. Stoeger Publishing, New Jersey. pp. 63–65.
5. ↑  美國專利第1,618,510号
6. ↑  Browning Catalog 的存檔，存档日期2012-12-10.
7. ↑  . Officer.com. 2007-01-12  [2012-11-03]. （原始内容存档于2012-11-10）.
8. ↑  The Browning hi-power exotic weapons system Paperback: 61 pages, Publisher: Paladin Press (1985), ISBN 087364316X
9. ↑  Law, Clive M. . Collector Grade Publications. 2001. ISBN 978-0889352650.
10. ↑  . Mirror.co.uk. 2011-10-20  [2012-11-03]. （原始内容存档于2012-01-21）.
11. ↑  . The Register. 2013-01-11  [2013-01-19]. （原始内容存档于2020-04-02）.
12. 1 2  . Myaflb.com.ar.   [2008-09-08]. （原始内容存档于2008-09-07）.
13. ↑  .   [2013-07-01]. （原始内容存档于2020-04-02）.
14. ↑  . 24 February 2022  [2023-11-16]. （原始内容存档于2023-11-16）.
15. ↑  .   [2023-11-16]. （原始内容存档于2021-10-26）.
16. 1 2 3   (PDF).   [2010-10-07]. （原始内容 (PDF)存档于2011-06-14）.
17. 1 2 3 4 5 6 7 8 9 10 11 12  Arnold, David W. . http://handgunsmag.com - Handguns Magazine.   [2010-01-19]. （原始内容存档于2010-01-07）. 外部链接存在于|publisher= (帮助)
18. 1 2 3 4 5 6 7 8 9  Valpolini, Paolo.  (PDF). Armada International (Online). June 2009  [2010-02-13]. （原始内容 (PDF)存档于2010-02-14）.
19. 1 2 3 4 5 6 7 8 9 10 11 12 13 14 15 16 17 18 19 20 21 22 23 24 25 26 27 28 29 30 31 32 33 34 35 36 37 38 39 40 41 42 43 44 45 46 47 48 49 50 51 52 53 54 55 56 57 58 59 60 61 62 63  Jones, Richard D. Jane's Infantry Weapons 2009/2010. Jane's Information Group; 35 edition（January 27, 2009）. ISBN 978-0-7106-2869-5.
20. ↑  Army. . Defence.gov.au.   [2012-11-15]. （原始内容存档于2012-02-27）.
21. ↑  . Mil.be.   [2012-11-03]. （原始内容存档于2012-03-07）.
22. ↑  . Canadian Forces. 2009-05-13  [2009-06-27]. （原始内容存档于2009-08-02）.
23. 1 2 3  Meyr, Eitan. . Jane's —Law Enforcement. January 6, 1999  [2009-09-26]. （原始内容存档于2008年3月1日）.
24. 1 2  Gander, Terry J.; Hogg, Ian V. Jane's Infantry Weapons 1995/1996. Jane's Information Group; 21 edition (May 1995). ISBN 978-0-7106-1241-0.
25. 1 2  Ministry of Defence, Royal Netherlands Army.  VS 2-1350. Ministry of Defence. 1991: 22–1.
26. ↑  . The Royal Hong Kong Regiment (The Volunteers) Association.   [2021-06-16]. （原始内容存档于2021-06-16）.
27. ↑  Bishop, Chris (1998). Guns in Combat. Chartwell Books, Inc. ISBN 0-7858-0844-2.
28. ↑  . ARMAS.   [2010-07-05]. （原始内容存档于2013-04-02） （西班牙语）.
29. ↑  . Hrvatski Vojnik Magazine.   [2010-06-12]. （原始内容存档于2012-04-30） （克罗地亚语）.
30. ↑  Lavery, Don. . Irish Independent. 2006-09-02  [2012-11-30]. （原始内容存档于2011-12-19）.
31. ↑  ncoicinnet. . Jdfmil.org.   [2012-11-03]. （原始内容存档于2012-03-25）.
32. ↑  . Armee.lu.   [2012-11-03]. （原始内容存档于2012-03-25）.
33. ↑  Thompson, Leroy. . Special Weapons. December 2008  [2009-11-30]. （原始内容存档于2009-12-30）.
34. ↑  .   [2010-10-07]. （原始内容存档于2010-12-15）.
35. ↑  Sebastian Miernik. . Grom.mil.pl.   [2012-11-03]. （原始内容存档于2011年8月14日）.
36. ↑   (PDF). Gnr.pt.   [2012-11-03]. （原始内容存档 (PDF)于2016-03-03）.
37. ↑  Stevens, R. Blake The Browning High Power Automatic Pistol. Collector Grade Publications (1990). ISBN 978-0-88935-089-2.
38. ↑  Troops Take Aim with New Pistols （页面存档备份，存于） - Defense-Aerospace.com, January 10, 2013
39. ↑  .   [2012-03-16]. （原始内容存档于2012-07-10）.

## 外部連結
- （英文）—勃朗宁武器公司官方網站—Hi Power Pistols
- （英文）—FNH官方網站—HP MKIII （页面存档备份，存于）
- （英文）—Modern Firearms—Fabrique Nationale Browning （页面存档备份，存于）
- （英文）—The Firearm Blog.com—
  - Gun Review Browning Hi-Power Mark III review （页面存档备份，存于）
  - POTD: The Hungarian FEG (Browning Hi-Power clone) （页面存档备份，存于）
  - Browning Highpower Bullet Puller （页面存档备份，存于）
  - Libyan illicit arms Facebook Group （页面存档备份，存于）
  - Nighthawk Custom Browning Hi-Power （页面存档备份，存于）
  - Hi Power Field Strip （页面存档备份，存于）
  - Top 5 Metal Wondernines
  - Nighthawk Custom 1911s, Revolvers and Shotguns, Oh My! （页面存档备份，存于）
  - The 9mm Browning Hi-Power Pistol （页面存档备份，存于）
- （英文）—The Truth About Guns.com—
  - FNS-40 Contest Entry: Gun Review - Browning Hi-Power （页面存档备份，存于）
  - Gun Review: Heirloom Precision SRT Browning Hi-Power （页面存档备份，存于）
- （英文）—Guns & Ammo.com—The Untold FN Story （页面存档备份，存于）
- （英文）—Handguns Magazine.com—First Look: Nighthawk Custom Hi Power （页面存档备份，存于）
- （英文）—Tactical-Life.com—26 New Mid- To Full-Sized Handguns On the Market （页面存档备份，存于）
- （英文）—HiPowers and Handguns （页面存档备份，存于）
- （英文）—F.N. mod. G.P.（Grande Puissance）pictures （页面存档备份，存于）
- （英文）—The Browning High Power Automatic Pistol by R. Blake Stevens （页面存档备份，存于）
- （英文）—Hi-Power pictorial （页面存档备份，存于）
- （英文）—History and Disassembly Instructions for the Browning Hi-Power
- （英文）—Browning Hi-Power prototypes
- （英文）—Military, Security and Civilian Guns—Browning High-Power / FN GP35 （页面存档备份，存于）
- How a Browning Hi-Power works （页面存档备份，存于）
- （俄文）—Энциклопедия Вооружений－ФН Мк3（FN MK3） （页面存档备份，存于）
- （简体中文）—D Boy Gun World（槍炮世界）—勃朗宁“大威力”手枪 （页面存档备份，存于）
- （简体中文）—中国论文网—
  - 《现代兵器》2010年第1期—经典的FN勃郎宁“大威力”手枪
  - 《轻兵器》2007年8月上期—原创：勃朗宁手枪之“绝唱”――M1935 9mm大威力自动手枪
- （繁體中文）—Civilian Gunner.com—FN Browing Hi-power （页面存档备份，存于）

### 說明書
- （英文）—Nazarian`s Gun`s Recognition Guide (MANUAL) FN Hi-Power Manual（.pdf） （页面存档备份，存于）